# Grammaire du lituanien
La grammaire du lituanien a pour objet l’étude de la morphologie et de la syntaxe de la langue lituanienne, y compris l'orthographe et la prononciation. Elle est ancienne et extrêmement complexe ; les mots peuvent prendre de nombreuses formes correspondant à des différences d'usage subtiles.
Le lituanien contient les mots de nature grammaticale suivants :
1. Nom (Daiktavardis)
2. Adjectif (Būdvardis)
3. Verbe (Veiksmažodis)
4. Nombre (Skaitvardis)
5. Pronom (Įvardis)
6. Adverbe (Prieveiksmis)
7. Particule (Dalelytė)
8. Préposition (Prielinksnis)
9. Conjonction (Jungtukas)
10. Interjection (Jaustukas)
11. Onomatopée (Ištiktukas)

## Groupes d’accentuation
L’accent en lituanien est non seulement libre, mais il peut changer de position en fonction du cas utilisé. Par exemple, le substantif pãstatas (immeuble) porte l’accent circonflexe sur sa première syllabe dans le cas du nominatif, mais lorsqu’il est utilisé dans le locatif, l’accent est repris par la terminaison : pastatè (dans l’immeuble). Il ne peut exister que deux positions de l’accent dans le paradigme d’un mot : c’est soit une syllabe particulière du thème morphologique (par ex., pãstat-), soit la terminaison (par ex., -è). Donc dans le cas des mots à plusieurs syllabes, si l’accent se trouve sur le thème, il ne peut s’agir que d’une seule et même syllabe. Dans l’exemple particulier pãstatas, l’accent ne peut jamais se trouver sur sa deuxième syllabe -ta-, mais uniquement sur sa première syllabe pãs-, ayant toujours le même accent circonflexe, ou sur la terminaison (pastatų̃ – génitif des immeubles etc.). Dans de très rares cas où la terminaison ne comporte aucune voyelle, l’accent est repris par la dernière syllabe (obelìs pommier → obel̃s d’un pommier).
Normalement les marques d’accentuation ne sont pas utilisées dans le langage écrit. Par conséquent, le lecteur doit être au courant de la position et de la forme de l’accent dans le mot pour être bien compris. Le positionnement incorrect de l’accent peut mener à la confusion ou à l’incompréhension.
La façon dont l’accent change de position obéit à certaines règles très strictes qui donnent naissance aux paradigmes de l’accentuation, dites « les groupes d’accentuation » (kirčiuotė en lituanien). Les substantifs et toutes les autres formes déclinables du lituanien (adjectifs, pronoms, numéraux, participes) appartiennent à l’un de ces groupes d’accentuation, au nombre de quatre. Dans le cas des substantifs et des adjectifs, l’attribution d’un mot à un groupe d’accentuation ne dépend généralement pas de sa forme morphologique. Le groupe d’accentuation est imprévisible et est souvent indiqué dans les dictionnaires de qualité.
Les groupes d’accentuation sont définis selon la position de l’accent du datif et de l’accusatif pluriels.
- Les mots du 1er groupe d’accentuation ont leur accent de toutes les formes, y inclus le datif et de l’accusatif pluriels, sur la racine. Donc dans ce groupe, l’accent est invariable. Il peut se trouver sur n’importe quelle syllabe du thème. S’il se trouve sur la pénultième, la syllabe ne peut comporter que l’intonation descendante, donc pas de voyelles courtes ou l’intonation montante sur la pénultième.
- Les mots du 2e groupe d’accentuation ont leur accent sur la racine du datif pluriel, mais dans le cas de l’accusatif pluriel il ne peut se trouver que sur la terminaison. L’accent ne peut en aucun cas se trouver ailleurs que sur la pénultième ou la terminaison et il ne peut jamais comporter l’intonation descendante sur la racine. Par conséquent, uniquement les voyelles courtes ou les syllabes longues avec l’intonation montante sont possibles.
- Les mots du 3e groupe d’accentuation ont leur accent sur la racine de l’accusatif pluriel, mais dans le cas du datif pluriel, il ne peut se trouver que sur la terminaison (l’opposé parfait du 2e groupe). Dans les autres cas, l’accent peut se trouver sur n’importe quelle syllabe du thème. S’il se trouve sur la pénultième, la syllabe ne peut comporter que l’intonation descendante, donc pas de voyelles courtes ou l’intonation montante sur la pénultième. Le cas où l’accent se trouve ailleurs que sur la pénultième est indiqué avec des marques supplémentaires dans les dictionnaires :

– 3a indique que l’accent, quand il se trouve sur la racine, occupe l’antépénultième et comporte l’intonation descendante.
– 3b indique que l’accent, quand il se trouve sur la racine, occupe l’antépénultième et comporte une voyelle courte ou l’intonation montante.
– 34a indique que l’accent, quand il se trouve sur la racine, occupe la quatrième syllabe de la fin du mot et comporte l’intonation descendante
– 34b indique que l’accent, quand il se trouve sur la racine, occupe la quatrième syllabe de la fin du mot et comporte une voyelle courte ou l’intonation montante.
- Les mots du 4e groupe d’accentuation ont toujours leur accent sur la terminaison du datif et de l’accusatif pluriels. L’accent ne peut en aucun cas se trouver ailleurs que sur la pénultième ou la terminaison et il ne peut jamais comporter l’intonation descendante sur la racine. Par conséquent, uniquement les voyelles courtes ou les syllabes longues avec l’intonation montante sont possibles.

Le tableau suivant fait l’illustration des quatre groupes d’accentuation :
|              | 1er : laimìngas brólis = frère heureux | 1er : laimìngas brólis = frère heureux | 2e : geležìnis peĩlis = couteau de fer | 2e : geležìnis peĩlis = couteau de fer | 3e : atvirà burnà = bouche ouverte | 3e : atvirà burnà = bouche ouverte | 4e : gerà žinià = bonne nouvelle | 4e : gerà žinià = bonne nouvelle |
|              | singulier                              | pluriel                                | singulier                              | pluriel                                | singulier                          | pluriel                            | singulier                        | pluriel                          |
| ------------ | -------------------------------------- | -------------------------------------- | -------------------------------------- | -------------------------------------- | ---------------------------------- | ---------------------------------- | -------------------------------- | -------------------------------- |
| Nominatif    | laimìngas brólis                       | laimìngi bróliai                       | geležìnis peĩlisa                      | geležìniai peĩliai                     | atvirà burnàd                      | ãtviros bùrnosi                    | gerà žiniàd                      | gẽros žìniosi                    |
| Génitif      | laimìngo brólio                        | laimìngų brólių                        | geležìnio peĩlio                       | geležìnių peĩlių                       | atvirõs burnõse                    | atvirų̃ burnų̃                       | gerõs žiniõse                    | gerų̃ žinių̃                       |
| Datif        | laimìngam bróliui                      | laimìngiems bróliams                   | geležìniam peĩliui                     | geležìniams peĩliams                   | ãtvirai bùrnaif                    | atviróms burnóms                   | gẽrai žìniaif                    | geróms žinióms                   |
| Accusatif    | laimìngą brólį                         | laimìngus brólius                      | geležìnį peĩlį                         | geležiniùs peiliùs                     | ãtvirą bùrną                       | ãtviras bùrnas                     | gẽrą žìnią                       | geràs žiniàs                     |
| Instrumental | laimìngu bróliu                        | laimìngais bróliais                    | geležiniù peiliùb                      | geležìniais peĩliais                   | ãtvira bùrnag                      | atviromìs burnomìs                 | gerà žinià                       | geromìs žiniomìs                 |
| Locatif      | laimìngame brólyje                     | laimìnguose bróliuose                  | geležìniame peĩlyjec                   | geležìniuose peĩliuose                 | atvirojè burnojè                   | atvirosè burnosè                   | gerojè žiniojè                   | gerosè žiniosè                   |
| Vocatif      | laimìngas bróli                        | laimìngi bróliai                       | geležìni peĩli                         | geležìniai peĩliai                     | ãtvira bùrnah                      | ãtviros bùrnosi                    | gerà žìniah                      | gẽros žìniosi                    |

Les cellules sur le fond blanc indiquent les formes dont l’accent se trouve toujours sur la racine (le thème).
Les cellules sur le fond rouge indiquent les formes dont l’accent se trouve toujours sur la terminaison.
Les cellules sur le fond jaune indiquent les formes dont la position de l’accent dépend de la classe morphologique du mot en question. Par exemple, l’instrumental singulier du mot peĩlis positionne l’accent sur la terminaison (peiliù), néanmoins certains autres mots appartenant au même (2e) groupe d’accentuation (skaĩčius nombre) placent leur accent de l’instrumental singulier sur la racine : skaĩčiumi. Ces variations sont régulières (les nombres entre parenthèses suivant le mot indiquent leur groupe d’accentuation) :
a : normalement, l’accent se trouve sur le thème, sauf pour les substantifs féminins ayant la terminaison -a : valgyklà (2) cantine.
b : normalement, l’accent se trouve sur la terminaison, sauf pour les substantifs masculins ayant la terminaison -(i)us au nominatif (-(i)umi à l’instrumental) : stãliumi (2) avec un menuisier (nominatif singulier : stãlius).
c : normalement, l’accent se trouve sur le thème, sauf pour les substantifs masculins ayant la terminaison -as au nominatif (-e au locatif) : butè (2) dans un appartement (nominatif singulier : bùtas).
d : normalement, l’accent se trouve sur la terminaison, sauf pour les substantifs, les adjectifs, les participes et les numéraux masculins ayant la terminaison -as au nominatif : pãmatas (3b) fondement ; báltas (3) blanc ; prìimtas (3b) adopté/accepté ; kẽlias (4) chemin, ketvìrtas (3) quatrième.
e : normalement, l’accent se trouve sur la terminaison, sauf pour les substantifs, les adjectifs, les participes et les numéraux masculins ayant la terminaison -(i)o au génitif : pãmato (3b) d’un fondement ; bálto (3) d’un blanc ; prìimto (3b) de qch d’adopté/accepté ; kẽlio (4) d’un chemin ; gaĩdžio (4) d’un coq (nominatif singulier : gaidỹs), ketvìrto (3) du quatrième.
f : normalement, l’accent se trouve sur le thème, sauf pour les adjectifs, les participes et les numéraux masculins : baltám (3) à qch de blanc ; priimtám (3b) à qch d’adopté/accepté ; maloniám (4) à qch/qn d’agréable (nominatif singulier : malonùs).
g : normalement, l’accent se trouve sur le thème, sauf pour les substantifs ayant la terminaison -imi / -umi à l’instrumental : širdimì (3) avec un cœur (nominatif singulier : širdìs), sūnumì (3) avec un fils (nominatif singulier : sūnùs).
h :  normalement, l’accent se trouve sur le thème, sauf pour les substantifs ayant les terminaisons -ys, -is et -us, ainsi que pour les adjectifs, les participes et les numéraux féminins ayant les terminaisons -a et -i au nominatif : gaidỹ (3) coq (nominatif singulier : gaidỹs), širdiẽ (3) cœur (nominatif singulier : širdìs), sūnaũ (3) fils (nominatif singulier : sūnùs), kvailà (4) stupide (nominatif singulier : kvailà), darnì (4) harmonieuse (nominatif singulier : darnì).
i :  normalement, l’accent se trouve sur le thème, sauf pour les substantifs masculins ayant la terminaison -(i)ai et les adjectifs, les participes et les numéraux masculins ayant la terminaison -i au nominatif / vocatif pluriels : pamataĩ (3b) fondements ; baltì (3) blancs ; priimtì (3b) adoptés / acceptés ; keliaĩ (4) chemins, ketvirtì (3) les quatrièmes.
Dans les exemples de déclinaison plus loin dans le texte, le groupe d’accentuation d’un mot particulier est indiqué entre parenthèses.

## Nom
La grammaire lituanienne distingue nom propre (tikrinis daiktavardis) et nom commun (bendrinis daiktavardis). Les noms propres commencent systématiquement par une majuscule. Certains noms, comme par exemple saulė le soleil et mėnulis la lune, peuvent être propres et communs.
Le lituanien utilise les genres masculin et féminin pour les substantifs et les genres masculin, féminin et neutre pour toutes les autres formes déclinables. De façon générale au nominatif les noms masculins se terminent par -s et les mots féminin par -(i)a ou -ė. Comme pour le français, il n'existe pas de règle permettant de déterminer le genre d’un nom. Par exemple, upė (rivière) est féminin mais upelis (ruisseau) est masculin. Il existe quelques mots pouvant identiquement s'appliquer aux deux genres. La plupart de ces mots s'utilisent pour décrire des personnes avec une connotation négative et finissent par -a, par exemple vėpla – niais, elgeta – clochard, naktibalda – noctambule.

### Nombre
La plupart des noms ont un singulier et un pluriel. Le lituanien a aussi le type de nombre duel, mais son utilisation est restreinte à certains pronoms. Certains mots n’ont qu’un singulier (par exemple pienas – lait, auksas – or, gripas – grippe, laimė – chance), d’autres qu’un pluriel (par exemple lubos – plafond, miltai – farine, kelnės – pantalon). Pour l’essentiel ces mots désignent des concepts abstraits ; par exemple sėkmė chance ou meilė amour et pas des objets tangibles comme par exemple table (stalas). Cependant dans certains cas, en poésie par exemple, il est possible d’utiliser la forme plurielle pour des noms singuliers.

#### Modification des noms par l’adjectif numéral
En lituanien, à la différence des langues romanes et germaniques, la forme d'un nom associé à un adjectif numéral dépend du dernier chiffre du nombre.
| Le nombre finit avec | Forme           | Exemple           |
| -------------------- | --------------- | ----------------- |
| 1 (sauf 11)          | Singulier       | 31 litas          |
| 2–9 (sauf 12–19)     | Pluriel         | 25 litai          |
| 0 et 11–19           | génitif pluriel | 110 litų 111 litų |

### Déclinaison
Les noms ont cinq déclinaisons, définies par la flexion au singulier du nominatif et du génitif.
Quelques noms d’origine étrangère, par exemple taksi (taxi) et tabu (tabou), ne se déclinent pas. Auparavant, le locatif avait quatre formes :
- inessif, la forme régulière la plus courante ;
- illatif, par exemple dvaran au manoir, dvaruosna aux manoirs, miškuosna aux forêts ; quoique cette forme soit bien comprise par les locuteurs natifs et facile à produire, elle est peu utilisée de nos jours et est systématiquement remplacée par la proposition į avec l’accusatif (į dvarą, į dvarus, į miškus) ;
- allatif, utilisée uniquement dans quelques expressions idiomatiques velniop au diable, šuniop au chien, galop à la fin, vakarop vers le soir, aujourd’hui remplacée par certaines prépositions ;
- adessif, par exemple dvariep près du manoir, dvaruosemp près des manoirs, namiep près de la maison ; historique ou utilisé dans les dialectes lituaniens ; disparu du lituanien standard, aujourd’hui remplacé par certaines prépositions.

L’illatif, l’allatif et l’adessif sont considérés comme des archaïsmes par les grammaires lituaniennes et ne sont pas inclus dans les tableaux de déclinaison.
| #   | Flexion au singulier | Flexion au singulier | exemples                                                 | Remarques                               |
| #   | Nominatif            | Génitif              | exemples                                                 | Remarques                               |
| --- | -------------------- | -------------------- | -------------------------------------------------------- | --------------------------------------- |
| I   | -as, -is, -ys        | -o                   | Vyras (homme), medis (arbre), traukinys (train)          | Noms masculins                          |
| II  | -a, -i, -ė           | -os, -ės             | Varna (corbeau), marti (belle-fille), varlė (grenouille) | Sauf quelques exceptions, noms féminins |
| III | -is                  | -ies                 | Avis (mouton), dantis (dent), pilis (château)            | Noms masculins et féminins              |
| IV  | -us                  | -aus                 | Sūnus (fils), skaičius (nombre), medus (miel)            | Noms masculins                          |
| V   | -uo, -ė              | -(en)s, -(er)s       | Vanduo (eau), akmuo (pierre), duktė (fille)              | Archaïque, très peu de noms             |

#### Cas utilisés dans les déclinaisons
Au lieu de nommer le nom du cas en Lituanien on fait souvent référence au pronom interrogatif le caractérisant.
- Nominatif (vardininkas) répond à l'interrogatif kas (que, quoi')
  - utilisé en tant que sujet grammatical ou actant
- Génitif (kilmininkas), utilisé aussi comme ablatif. Répond à l'interrogatif ko (de qui, de quoi)
  - exprime la possession : brolio kambarys (La chambre du frère); le possesseur décliné au génitif se place avant le possédé.
  - remplace l’accusatif dans le cas d’une forme verbale négative : Aš nemėgstu sporto (Je n'aime pas le sport)
  - exprime le complément d’objet direct pour certains verbes : Mergaitė laukia mamos (La fillette attend sa maman)
  - utilisé pour une partie ou pour un référent ne pouvant être compté (pain, eau, lait, neige ...) : Šaldytuve yra pieno (Il y a du lait au frigo)
  - utilisé pour une quantité non comptable après des adverbes comme beaucoup, un peu de ... : Aš turiu daug vandens (J’ai beaucoup d’eau)
  - exprime le but: Jis išėjo vandens (Il est parti pour (ramener) de l’eau).
- Datif (naudininkas) répond à l’interrogatif kam (à qui, à quoi')
  - exprime le bénéficiaire de l’action : duoti draugui duonos (donner du pain à un ami)
  - exprime la durée : išvažuoti menesiui (partir pour un mois)
  - exprime le but : produktai vakarienei (produits pour le dîner)
  - dans de rares cas exprime la possession : Man yra 35 metai (J’ai 35 ans - à moi est 35 ans)
- Accusatif (galininkas) répond à l’interrogatif ką (qui, quoi')
  - exprime le complément d’objet direct pour la plupart des verbes : Aš mačiau Juozapą (J'ai vu Joseph)
  - exprime le temps : vasarą (en été), šią savaitę (cette semaine)
- Instrumental (įnagininkas) répond à l’interrogatif kuo (avec quoi, avec qui, comment)
  - exprime le moyen par lequel se fait l’action : rašyti pieštuku (écrire avec un crayon)
  - utilisé avec des verbes de mouvement il exprime le chemin suivi : eiti gatve (aller en suivant/par la rue)
  - exprime le temps : vakarais (pendant les soirs)
  - exprime la cause : sirgti gripu (être malade à cause de la grippe)
- Locatif (vietininkas) répond à l’interrogatif kur (où)
  - exprime la localisation dans l’espace : Aš esu mokykloje (Je suis à l’école)
  - dans de rares cas exprime le temps : Spektaklis įvyks vakare (Le spectacle aura lieu le soir)
- Vocatif (šauksmininkas)
  - Il ne répond pas à un interrogatif et est utilisé uniquement pour s’adresser à quelqu’un : Justai! Ateik čia! (Justas! Viens ici!)

#### Première déclinaison
-(i)as, -is, -ys (masculin)
Cette déclinaison comporte également les substantifs réflexifs (ayant la terminaison -asis) formés à partir des verbes réflexifs.
|              | vaĩkas (4) = enfant | vaĩkas (4) = enfant | sámtis (1) = louche | sámtis (1) = louche | gaidỹs (4) = coq | gaidỹs (4) = coq | svẽčias (4) = invité | svẽčias (4) = invité | kreipìmasis (1) = invocation | kreipìmasis (1) = invocation |
|              | singulier           | pluriel             | singulier           | pluriel             | singulier        | pluriel          | singulier            | pluriel              | singulier                    | pluriel                      |
| ------------ | ------------------- | ------------------- | ------------------- | ------------------- | ---------------- | ---------------- | -------------------- | -------------------- | ---------------------------- | ---------------------------- |
| Nominatif    | vaĩkas              | vaikaĩ              | sámtis              | sámčiaič/dž         | gaidys           | gaidžiaĩč/dž     | svẽčias              | svečiaĩ              | kreipìmasis                  | kreipìmaisi4                 |
| Génitif      | vaĩko               | vaikų̃               | sámčioč/dž          | sámčiųč/dž          | gaĩdžioč/dž      | gaidžių̃č/dž      | svẽčio               | svečių̃               | kreipìmosi                   | kreipìmųsi                   |
| Datif        | vaĩkui              | vaikáms             | sámčiuič/dž         | sámčiamsč/dž        | gaĩdžiuič/dž     | gaidžiámsč/dž    | svẽčiui              | svečiáms             | kreipìmuisi                  | kreipìmamsi                  |
| Accusatif    | vaĩką               | vaikùs              | sámtį               | sámčiusč/dž         | gaĩdį            | gaidžiùsč/dž     | svẽčią               | svečiùs              | kreipìmąsi                   | kreipìmusis                  |
| Instrumental | vaikù               | vaikaĩs             | sámčiuč/dž          | sámčiaisč/dž        | gaidžiùč/dž      | gaidžiaĩsč/dž    | svečiù               | svečiaĩs             | kreipìmusi                   | kreipìmaisis                 |
| Locatif      | vaikè               | vaikuosè            | sámtyje             | sámčiuoseč/dž       | gaidyjè          | gaidžiuosèč/dž   | svetyje2 t/d         | svečiuosè            | kreipìmesi                   | kreipìmuosesi                |
| Vocatif      | vaĩke1              | vaikaĩ              | sámti               | sámčiaič/dž         | gaidỹ            | gaidžiaĩč/dž     | svetỹ3 t/d           | svečiaĩ              | kreipìmesi                   | kreipìmaisi                  |

1 : La terminaison -e pour le vocatif singulier s'applique uniquement aux noms communs ; les noms propres prennent la terminaison -ai. Par exemple Jonas = Jean [nominatif] et Jonai! = Jean! [vocatif])
2 : Pour les substantifs masculins dont la racine se termine par -j- (mókytojas professeur, kraũjas sang), le locatif avec la terminaison -uje (mókytojuje, kraũjuje) est plus fréquent.
3 : Pour les substantifs masculins dont la racine se termine par -n- palatalisé (élnias cerf, vélnias diable), le vocatif avec la terminaison -i est plus fréquent (élni, vélni). Pour les substantifs masculins dont la racine se termine par -j-, le vocatif ne peut avoir que la terminaison -au (mókytojau, kraũjau).
4 : L’usage des substantifs réflexifs au pluriel est extrêmement rare et ne concerne généralement que le substantif kreipìmasis.
Les cellules avec la marque č/dž indiquent les formes dont la consonne finale de la racine, si elle est -t- ou -d-, change en -č- ou -dž- respectivement.
Les cellules avec la marque t/d indiquent les formes dont la consonne finale de la racine, si elle est -č- ou -dž-, change en -t- ou -d- respectivement.

#### Seconde déclinaison
-a, -ė, -ti (feminin)
|              | mótina (1) = mère | mótina (1) = mère | katė̃ (4) = chatte | katė̃ (4) = chatte | patì (4) = femme | patì (4) = femme |
|              | singulier         | pluriel           | singulier         | pluriel           | singulier        | pluriel          |
| ------------ | ----------------- | ----------------- | ----------------- | ----------------- | ---------------- | ---------------- |
| Nominatif    | mótina            | mótinos           | katė̃              | kãtės             | patì             | pãčios           |
| Génitif      | mótinos           | mótinų            | katė̃s             | kačių̃č/dž         | pačiõs           | pačių̃            |
| Datif        | mótinai           | mótinoms          | kãtei             | katė́ms            | pãčiai           | pačióms          |
| Accusatif    | mótiną            | mótinas           | kãtę              | katès             | pãčią            | pačiàs           |
| Instrumental | mótina            | mótinomis         | katè              | katėmìs           | pačià            | pačiomìs         |
| Locatif      | mótinoje          | mótinose          | katėjè            | katėsè            | pačiojè          | pačiosè          |
| Vocatif      | mótina            | mótinos           | kãte              | kãtės             | pãčia (ou patì)  | pãčios           |

Pati est un des deux seuls noms lituaniens finissant par -ti ; l'autre étant marti, qui signifie "belle-fille". Le modèle de déclinaison de pati sert à décliner les substantifs féminins dont la racine se termine par une consonne palatalisée tels que delčià décours, kančià souffrance etc. Contrairement à pati, ces autres substantifs ne subissent aucune modification de la consonne finale de leur racine.
La cellule avec la marque č/dž indique la forme dont la consonne finale de la racine, si elle est -t- ou -d-, change en -č- ou -dž- respectivement.

#### Troisième déclinaison
-is (masculin & féminin)
|              | dantìs (4) = dent (nom masculin) | dantìs (4) = dent (nom masculin) | viltìs (3) = espoir (nom féminin) | viltìs (3) = espoir (nom féminin) |
|              | singulier                        | pluriel                          | singulier                         | pluriel                           |
| ------------ | -------------------------------- | -------------------------------- | --------------------------------- | --------------------------------- |
| Nominatif    | dantìs                           | dañtys                           | viltìs                            | vìltys                            |
| Génitif      | dantiẽs                          | dantų̃1                           | viltiẽs2                          | vilčių̃3 č/dž                      |
| Datif        | dañčiuič/dž                      | dantìms                          | vìlčiaič/dž                       | viltìms                           |
| Accusatif    | dantį                            | dantìs                           | vìltį                             | vìltis                            |
| Instrumental | dantimì                          | dantimìs                         | viltimì                           | viltimìs                          |
| Locatif      | dantyjè                          | dantysè                          | viltyjè                           | viltysè                           |
| Vocatif      | dantiẽ                           | dañtys                           | viltiẽ                            | vìltys                            |

1 : certains autres substantifs masculins maintiennent la marque de palatalisation -i- (žvėrìs animal sauvage → žvėrių̃).
2 : la terminaison de certains autres substantifs féminins est -s : móteris femme → móters, obelìs pommier → obel̃s.
3 : certains substantifs féminins anciens (móteris femme, žąsìs oie, naktis nuit) n’ont pas de marque de palatalisation -i- dans ce cas, par conséquent aucun changement de la racine (t→č, d→dž) ne se produit (móterų, žąsų̃, naktų̃).
Il n'y a que très peu de différences entre les déclinaisons féminines et masculines, uniquement au datif et à l'instrumental singulier.
Les cellules avec la marque č/dž indiquent les formes dont la consonne finale de la racine, si elle est -t- ou -d-, change en -č- ou -dž- respectivement.

#### Quatrième déclinaison
-us, -ius (masculin)
|              | sūnùs (3) = fils | sūnùs (3) = fils | profèsorius (1) = professeur | profèsorius (1) = professeur |
|              | singulier        | pluriel          | singulier                    | pluriel                      |
| ------------ | ---------------- | ---------------- | ---------------------------- | ---------------------------- |
| Nominatif    | sūnùs            | sū́nūs            | profèsorius                  | profèsoriai                  |
| Génitif      | sūnaũs           | sūnų̃             | profèsoriaus                 | profèsorių                   |
| Datif        | sū́nui            | sūnùms           | profèsoriui                  | profèsoriams                 |
| Accusatif    | sū́nų             | sū́nus            | profèsorių                   | profèsorius                  |
| Instrumental | sūnumì           | sūnumìs          | profèsoriumi                 | profèsoriais                 |
| Locatif      | sūnujè           | sūnuosẽ          | profèsoriuje                 | profèsoriuose                |
| Vocatif      | sūnaũ            | sū́nūs            | profèsoriau                  | profèsoriai                  |

La différence entre les deux variantes repose sur le fait si la consonne finale de la racine du substantif est palatalisée ou pas.

#### Cinquième déclinaison
-uo (masculin)
Cette déclinaison ne contient que deux noms féminins : sesuo (sœur) et duktė (fille).
|              | vanduõ (3a) = eau | vanduõ (3a) = eau | sesuõ (3b) = sœur, duktė̃ (3b) = fille | sesuõ (3b) = sœur, duktė̃ (3b) = fille |
|              | singulier         | pluriel           | singulier                             | pluriel                               |
| ------------ | ----------------- | ----------------- | ------------------------------------- | ------------------------------------- |
| Nominatif    | vanduõ            | vándenys          | sesuõ/duktė̃                           | sẽserys/dùkterys                      |
| Génitif      | vandeñs           | vandenų̃           | seser̃s/dukter̃s                        | seserų̃/dukterų̃                        |
| Datif        | vándeniui         | vandenìms         | sẽseriai/dùkteriai                    | seserìms/dukterìms                    |
| Accusatif    | vándenį           | vándenis          | sẽserį/dùkterį                        | sẽseris/dùkteris                      |
| Instrumental | vándeniu          | vandenimìs        | seserimì/dukterimì                    | seserimìs/dukterimìs                  |
| Locatif      | vandenyjè         | vandenysè         | seseryjè/dukteryjè                    | seserysè/dukterysè                    |
| Vocatif      | vandeniẽ          | vándenys          | seseriẽ/dukteriẽ                      | sẽserys/dùkterys                      |

## Adjectif
En lituanien, les adjectifs ont 2 nombres : le singulier et le pluriel. À la différence des noms, ils ont 3 genres. L’adjectif s’accorde en genre, nombre et cas au nom qu'il qualifie. Ils peuvent avoir jusqu’à 5 grades de comparaison.
La plupart des adjectifs lituaniens se déclinent selon deux systèmes différents : la déclinaison indéfinie et la déclinaison définie. Dans les grammaires lituaniennes, les termes employés sont plutôt déclinaison non pronominale et déclinaison pronominale puisqu’elles sont issues de la fusion de l’adjectif avec le pronom jis, ji lui, elle. Ce système s’applique également aux participes, numéraux et même certains pronoms.
Les formes indéfinies sont plus courtes, leur fonction correspond à celles des adjectifs (et les participes) français : gudri galva – une tête intelligente, pilkas vilkas – un loup gris.
Les formes définies sont plus longues, leur fonction correspond parfois à l’usage des adjectifs (et les participes) français avec l’article défini : gudrioji galva – la tête intelligente. Un tel usage est rare, les adjectifs définis sont employés plutôt dans plusieurs autres contextes. Par exemple, le terme pilkasis vilkas n’indique pas un loup gris particulier et connu, mais s’utilise en tant que nom de l’espèce Canis lupus dans le contexte scientifique.

### Déclinaisons
Les adjectifs ont trois déclinaisons déterminées par leur nominatif singulier et pluriel.
| Déclinaisons | Flexion au nominatif singulier | Flexion au nominatif singulier | Flexion au nominatif singulier | Flexion au nominatif pluriel | Flexion au nominatif pluriel | Flexion au nominatif pluriel | Exemples                                                          |
| Déclinaisons | Masculin                       | Féminin                        | Neutre                         | Masculin                     | Féminin                      | Neutre                       | Exemples                                                          |
| ------------ | ------------------------------ | ------------------------------ | ------------------------------ | ---------------------------- | ---------------------------- | ---------------------------- | ----------------------------------------------------------------- |
| I            | -(i)as                         | -(i)a                          | -(i)a                          | -i                           | -(i)os                       | -                            | šáltas, šaltà, šálta (froid), šlãpias, šlapià, šlãpia (mouillé)   |
| II           | -us                            | -i                             | -u                             | -ūs                          | -(i)os                       | -                            | švarùs, švarì, švarù (propre), malonùs, malonì, malonù (agréable) |
| III          | -is                            | -ė                             | -                              | -iai                         | -ės                          | -                            | varìnis, varìnė (en cuivre), laukìnis, laukìnė (sauvage)          |
| III          | -is / -ys                      | -ė                             | -                              | -i                           | -ės                          | -                            | dìdelis, dìdelė (grand), kairỹs, kairė̃ (gauche)                   |

La plupart des adjectifs peuvent avoir les formes définies :
| Déclinaisons | Flexion au nominatif singulier | Flexion au nominatif singulier | Flexion au nominatif singulier | Flexion au nominatif pluriel | Flexion au nominatif pluriel | Flexion au nominatif pluriel | Exemples                                                          |
| Déclinaisons | Masculin                       | Féminin                        | Neutre                         | Masculin                     | Féminin                      | Neutre                       | Exemples                                                          |
| ------------ | ------------------------------ | ------------------------------ | ------------------------------ | ---------------------------- | ---------------------------- | ---------------------------- | ----------------------------------------------------------------- |
| I            | -(i)asis                       | -(i)oji                        | -                              | -ieji                        | -(i)osios                    | -                            | šaltàsis, šaltóji (le froid), šlapiàsis, šlapióji (le mouillé)    |
| II           | -usis                          | -ioji                          | -                              | -ieji                        | -(i)osios                    | -                            | švarùsis, švarióji (le propre), malonùsis, malonióji (l’agréable) |
| III          | -                              | -                              | -                              | -                            | -                            | -                            | -                                                                 |
| III          | -ysis                          | -ioji                          | -                              | -ieji                        | -iosios                      | -                            | didỹsis, didžióji (le grand), kairỹsis, kairióji (le gauche)      |

Les adjectifs se terminant par -is, -ė ne peuvent généralement acquérir ni les formes définies, ni les grades de comparaison morphologiques, ni le genre neutre, ni produire d’adverbes. L’impossibilité de former leur genre neutre empêche de les utiliser dans la position prédicative avec les pronoms neutres ou dans les propositions impersonnelles.
Le genre neutre n’a qu’une seule forme, le nominatif. Ne pouvant être généralement utilisée que dans la position prédicative, elle ne se décline pas.
De la même manière que les substantifs, les adjectifs indéfinis appartiennent également à l’un des 4 groupes d’accentuation précédemment décrits. Néanmoins, les formes définies des adjectifs, des numéraux et des participes ne peuvent appartenir qu’au 1er groupe d’accentuation si elles sont dérivées des formes du 1er groupe d’accentuation. Si la forme définie est dérivée d’une forme appartenant à l’un des 3 groupes d’accentuation restants, son groupe d’accentuation change en 4e.
Dans les tableaux suivants, le groupe d’accentuation de l’adjectif est indiqué entre parenthèses.
Le modèle suivant sert également à décliner tous les participes passifs lituaniens.
|              | geras (4) / gerasis (4) = bon | geras (4) / gerasis (4) = bon | geras (4) / gerasis (4) = bon | geras (4) / gerasis (4) = bon | geras (4) / gerasis (4) = bon | geras (4) / gerasis (4) = bon | geras (4) / gerasis (4) = bon | geras (4) / gerasis (4) = bon |
|              | masculin                      | masculin                      | masculin                      | masculin                      | feminin                       | feminin                       | feminin                       | feminin                       |
|              | singulier                     | singulier                     | pluriel                       | pluriel                       | singulier                     | singulier                     | pluriel                       | pluriel                       |
|              | indéfini                      | défini                        | indéfini                      | défini                        | indéfini                      | défini                        | indéfini                      | défini                        |
| ------------ | ----------------------------- | ----------------------------- | ----------------------------- | ----------------------------- | ----------------------------- | ----------------------------- | ----------------------------- | ----------------------------- |
| Nominatif    | gẽras                         | geràsis                       | gerì                          | geríeji                       | gerà                          | geróji                        | gẽros                         | gẽrosios                      |
| Génitif      | gẽro                          | gẽrojo                        | gerų̃                          | gerų̃jų                        | gerõs                         | gerõsios                      | gerų̃                          | gerų̃jų                        |
| Datif        | gerám                         | gerájam                       | geríems                       | geríesiems                    | gẽrai                         | gẽrajai                       | geróms                        | gerósioms                     |
| Accusatif    | gẽrą                          | gẽrąjį                        | gerùs                         | gerúosius                     | gẽrą                          | gẽrąją                        | geràs                         | gerą́sias                      |
| Instrumental | gerù                          | gerúoju                       | geraĩs                        | geraĩsiais                    | gerà                          | gerą́ja                        | geromìs                       | gerõsiomis                    |
| Locatif      | geramè                        | gerãjame                      | geruosè                       | geruõsiuose                   | gerojè                        | gerõjoje                      | gerosè                        | gerõsiose                     |

Dans les déclinaisons suivantes, les adjectifs dont la racine se termine par la consonne -t-, -d- ou la consonne affriquée -č- changent cette consonne en -č-, -dž- ou -t- respectivement, en fonction du fait que la voyelle i de la terminaison est prononcée ou pas. Les cas où cette consonne ne change pas en affriquée sont marqués avec un d/t :
|              | gardus (3) / gardusis (4) = délicieux | gardus (3) / gardusis (4) = délicieux | gardus (3) / gardusis (4) = délicieux | gardus (3) / gardusis (4) = délicieux | gardus (3) / gardusis (4) = délicieux | gardus (3) / gardusis (4) = délicieux | gardus (3) / gardusis (4) = délicieux | gardus (3) / gardusis (4) = délicieux |
|              | masculin                              | masculin                              | masculin                              | masculin                              | feminin                               | feminin                               | feminin                               | feminin                               |
|              | singulier                             | singulier                             | pluriel                               | pluriel                               | singulier                             | singulier                             | pluriel                               | pluriel                               |
|              | indéfini                              | défini                                | indéfini                              | défini                                | indéfini                              | défini                                | indéfini                              | défini                                |
| ------------ | ------------------------------------- | ------------------------------------- | ------------------------------------- | ------------------------------------- | ------------------------------------- | ------------------------------------- | ------------------------------------- | ------------------------------------- |
| Nominatif    | gardùsd/t                             | gardùsisd/t                           | gárdūsd/t                             | gardíejid/t                           | gardìd/t                              | gardžióji                             | gárdžios                              | gárdžiosios                           |
| Génitif      | gardaũsd/t                            | gárdžiojo                             | gardžių̃                               | gardžių̃jų                             | gardžiõs                              | gardžiõsios                           | gardžių̃                               | gardžių̃jų                             |
| Datif        | gardžiám                              | gardžiájam                            | gardíemsd/t                           | gardíesiemsd/t                        | gárdžiai                              | gárdžiajai                            | gardžióms                             | gardžiósioms                          |
| Accusatif    | gárdųd/t                              | gárdųjįd/t                            | gárdžius                              | gardžiúosius                          | gárdžią                               | gárdžiąją                             | gárdžias                              | gardžią́sias                           |
| Instrumental | gárdžiu                               | gardžiúoju                            | gardžiaĩs                             | gardžiaĩsiais                         | gárdžia                               | gardžią́ja                             | gardžiomìs                            | gardžiõsiomis                         |
| Locatif      | gardžiamè                             | gardžiãjame                           | gardžiuosè                            | gardžiuõsiuose                        | gardžiojè                             | gardžiõjoje                           | gardžiosè                             | gardžiõsiose                          |

|              | pėsčias (3) / pėsčiasis (4) = allant à pied | pėsčias (3) / pėsčiasis (4) = allant à pied | pėsčias (3) / pėsčiasis (4) = allant à pied | pėsčias (3) / pėsčiasis (4) = allant à pied | pėsčias (3) / pėsčiasis (4) = allant à pied | pėsčias (3) / pėsčiasis (4) = allant à pied | pėsčias (3) / pėsčiasis (4) = allant à pied | pėsčias (3) / pėsčiasis (4) = allant à pied |
|              | masculin                                    | masculin                                    | masculin                                    | masculin                                    | feminin                                     | feminin                                     | feminin                                     | feminin                                     |
|              | singulier                                   | singulier                                   | pluriel                                     | pluriel                                     | singulier                                   | singulier                                   | pluriel                                     | pluriel                                     |
|              | indéfini                                    | défini                                      | indéfini                                    | défini                                      | indéfini                                    | défini                                      | indéfini                                    | défini                                      |
| ------------ | ------------------------------------------- | ------------------------------------------- | ------------------------------------------- | ------------------------------------------- | ------------------------------------------- | ------------------------------------------- | ------------------------------------------- | ------------------------------------------- |
| Nominatif    | pė́sčias                                     | pėsčiàsis                                   | pėstìd/t                                    | pėstíejid/t                                 | pėsčià                                      | pėsčióji                                    | pė́sčios                                     | pė́sčiosios                                  |
| Génitif      | pėsčio                                      | pė́sčiojo                                    | pėsčių̃                                      | pėsčių̃jų                                    | pėsčiõs                                     | pėsčiõsios                                  | pėsčių̃                                      | pėsčių̃jų                                    |
| Datif        | pėsčiám                                     | pėsčiájam                                   | pėstíemsd/t                                 | pėstíesiemsd/t                              | pė́sčiai                                     | pė́sčiajai                                   | pėsčióms                                    | pėsčiósioms                                 |
| Accusatif    | pė́sčią                                      | pė́sčiąjį                                    | pė́sčius                                     | pėsčiúosius                                 | pė́sčią                                      | pė́sčiąją                                    | pė́sčias                                     | pėsčią́sias                                  |
| Instrumental | pė́sčiu                                      | pėsčiúoju                                   | pėsčiaĩs                                    | pėsčiaĩsiais                                | pė́sčia                                      | pėsčią́ja                                    | pėsčiomìs                                   | pėsčiõsiomis                                |
| Locatif      | pėsčiamè                                    | pėsčiãjame                                  | pėsčiuosè                                   | pėsčiuõsiuose                               | pėsčiojè                                    | pėsčiõjoje                                  | pėsčiosè                                    | pėsčiõsiose                                 |

La plupart des adjectifs ayant la terminaison -is n’ont pas de forme définie. Néanmoins, l’exemple ci-après est l’une des rares exceptions. Le modèle suivant est important, parce qu’il sert à décliner toutes les formes comparatives et superlatives des adjectifs ainsi que tous les participes actifs (à l’exception du nominatif). Pourtant il faut surtout prendre en compte que dans le cas des participes actifs, certaines formes modifient leur consonne finale -t- en -č-, pour cette raison le modèle didis, didi ci-après reflète mieux leur déclinaison.
|              | vidutinis (2) = moyen / vidutinysis (4) le moyen | vidutinis (2) = moyen / vidutinysis (4) le moyen | vidutinis (2) = moyen / vidutinysis (4) le moyen | vidutinis (2) = moyen / vidutinysis (4) le moyen | vidutinis (2) = moyen / vidutinysis (4) le moyen | vidutinis (2) = moyen / vidutinysis (4) le moyen | vidutinis (2) = moyen / vidutinysis (4) le moyen | vidutinis (2) = moyen / vidutinysis (4) le moyen |
|              | masculin                                         | masculin                                         | masculin                                         | masculin                                         | feminin                                          | feminin                                          | feminin                                          | feminin                                          |
|              | singulier                                        | singulier                                        | pluriel                                          | pluriel                                          | singulier                                        | singulier                                        | pluriel                                          | pluriel                                          |
|              | indéfini                                         | défini                                           | indéfini                                         | défini                                           | indéfini                                         | défini                                           | indéfini                                         | défini                                           |
| ------------ | ------------------------------------------------ | ------------------------------------------------ | ------------------------------------------------ | ------------------------------------------------ | ------------------------------------------------ | ------------------------------------------------ | ------------------------------------------------ | ------------------------------------------------ |
| Nominatif    | vidutìnis                                        | vidutìniai                                       | vidutinỹsis                                      | vidutiníeji                                      | vidutìnė                                         | vidutìnės                                        | vidutinióji                                      | vidutìniosios                                    |
| Génitif      | vidutìnio                                        | vidutìnių                                        | vidutìniojo                                      | vidutinių̃jų                                      | vidutìnės                                        | vidutìnių                                        | vidutiniõsios                                    | vidutinių̃jų                                      |
| Datif        | vidutìniam                                       | vidutìniams                                      | vidutiniájam                                     | vidutiníesiems                                   | vidutìnei                                        | vidutìnėms                                       | vidutìniajai                                     | vidutiniósioms                                   |
| Accusatif    | vidutìnį                                         | vidutiniùs                                       | vidutìnįjį                                       | vidutiniúosius                                   | vidutìnę                                         | vidutinès                                        | vidutìniąją                                      | vidutinią́sias                                    |
| Instrumental | vidutiniù                                        | vidutìniais                                      | vidutiniúoju                                     | vidutiniaĩsiais                                  | vidutinè                                         | vidutìnėmis                                      | vidutinią́ja                                      | vidutiniõsiomis                                  |
| Locatif      | vidutìniame                                      | vidutìniuose                                     | vidutiniãjame                                    | vidutiniuõsiuose                                 | vidutìnėje                                       | vidutìnėse                                       | vidutiniõjoje                                    | vidutiniõsiose                                   |

Le cas de l’adjectif important dìdelis, dìdelė grand, grande est particulier. Normalement, lorsqu’il est indéfini et sans degré de comparaison, il a deux formes : soit dìdelis, dìdelė, soit dìdis, didì. La deuxième forme ne s’emploie que rarement, dans certaines expressions figées, elle peut également signifier « majestueux ». Pour traduire le mot français « grand, grande » on utilisera normalement la forme plus longue dìdelis, dìdelė.
La forme longue étant aussi défective que les autres adjectifs se terminant par -is, -ė, c’est la forme courte didis, didi qui est utilisée pour faire sa forme définie (didỹsis, didžióji), l’adverbe (didžiaĩ) et les degrés de comparaison (didėlesnis, didesnis, didžiausias). Sa forme du genre neutre, très rare de nos jours, est didù.
|              | didelis (3b) = grand | didelis (3b) = grand | didelis (3b) = grand | didelis (3b) = grand |
|              | masculin             | masculin             | feminin              | feminin              |
|              | singulier            | pluriel              | singulier            | pluriel              |
| ------------ | -------------------- | -------------------- | -------------------- | -------------------- |
| Nominatif    | dìdelis              | didelì               | dìdelė               | dìdelės              |
| Génitif      | dìdelio              | didelių̃              | didelė̃s              | didelių̃              |
| Datif        | dideliám             | didelíems            | dìdelei              | didelė́ms             |
| Accusatif    | dìdelį               | dìdelius             | dìdelę               | dìdeles              |
| Instrumental | dìdeliu              | dideliaĩs            | dìdele               | didelėmìs            |
| Locatif      | dideliamè            | dideliuosè           | didelėjè             | didelėsè             |

De la même façon que l’adjectif pėsčias, si la consonne finale de la racine est -t- ou -d-, elle change respectivement en -č- ou -dž- dans les cas où la voyelle i de la terminaison reste prononcée. Ceci est particulièrement important puisque le modèle de déclinaison didis est l’un des modèles plus utilisés en lituanien, il s’applique à tous les participes actifs de cette langue, sauf les formes marquées avec un astérisque. Ce modèle est le même que pour vidutinis, vidutinė, mais montre les cas où il y a la modification de la consonne finale :
|              | didis (4) / didysis (4) = grand, majestueux | didis (4) / didysis (4) = grand, majestueux | didis (4) / didysis (4) = grand, majestueux | didis (4) / didysis (4) = grand, majestueux | didis (4) / didysis (4) = grand, majestueux | didis (4) / didysis (4) = grand, majestueux | didis (4) / didysis (4) = grand, majestueux | didis (4) / didysis (4) = grand, majestueux |
|              | masculin                                    | masculin                                    | masculin                                    | masculin                                    | feminin                                     | feminin                                     | feminin                                     | feminin                                     |
|              | singulier                                   | singulier                                   | pluriel                                     | pluriel                                     | singulier                                   | singulier                                   | pluriel                                     | pluriel                                     |
|              | indéfini                                    | défini                                      | indéfini                                    | défini                                      | indéfini                                    | défini                                      | indéfini                                    | défini                                      |
| ------------ | ------------------------------------------- | ------------------------------------------- | ------------------------------------------- | ------------------------------------------- | ------------------------------------------- | ------------------------------------------- | ------------------------------------------- | ------------------------------------------- |
| Nominatif    | dìdis*d/t                                   | didỹsis                                     | didì*d/t                                    | didíejid/t                                  | didìd/t                                     | didžióji                                    | dìdžios                                     | dìdžiosios                                  |
| Génitif      | dìdžio                                      | dìdžiojo                                    | didžių̃                                      | didžių̃jų                                    | didžiõs                                     | didžiõsios                                  | didžių̃                                      | didžių̃jų                                    |
| Datif        | didžiám                                     | didžiájam                                   | didíemsd/t                                  | didíesiemsd/t                               | dìdžiai                                     | dìdžiajai                                   | didžióms                                    | didžiósioms                                 |
| Accusatif    | dìdįd/t                                     | dìdįjįd/t                                   | didžiùs                                     | didžiúosius                                 | dìdžią                                      | dìdžiąją                                    | didžiàs                                     | didžią́sias                                  |
| Instrumental | didžiù                                      | didžiúoju                                   | didžiaĩs                                    | didžiaĩsiais                                | didžià                                      | didžią́ja                                    | didžiomìs                                   | didžiõsiomis                                |
| Locatif      | didžiamè                                    | didžiãjame                                  | didžiuosè                                   | didžiuõsiuose                               | didžiojè                                    | didžiõjoje                                  | didžiosè                                    | didžiõsiose                                 |

L’astérisque (*) dénote les seules formes du nominatif qui peuvent être différentes dans certains participes actifs. Les terminaisons appropriées du nominatif sont indiquées dans le chapitre des participes actifs de cet article. Tous les autres cas sans exception s’appliquent aux participes actifs, y compris le changement de la consonne finale de leur racine -t- en -č- exactement aux mêmes cas où la consonne -d- change en -dž- dans le modèle didis. Tous les participes actifs appartiennent au 1er groupe d’accentuation et ont un accent invariable (sauf leurs formes masculines au nominatif).

### Comparatif
Le lituanien permet cinq degrés de comparaison. Les 3 principaux sont les mêmes qu’en français. Il n’y a pas d'irrégularité et tous les adjectifs prennent les mêmes suffixes.
| Langue    | Genre    | adjectif  | comparatif            | comparatif     | superlatif          | superlatif             |
| --------- | -------- | --------- | --------------------- | -------------- | ------------------- | ---------------------- |
| Lituanien | Masculin | gẽras     | gerėlèsnis            | gerèsnis       | geriáusias          | pàts/visų̃ geriáusias   |
| Lituanien | Feminin  | gerà      | gerėlèsnė             | gerèsnė        | geriáusia           | patì/visų̃ geriáusia    |
| Lituanien | Neutre   | gẽra      | gerėliaũ              | geriaũ         | geriáusia           | visų̃ geriáusia         |
| Français  |          | bon       | un peu meilleur       | meilleur       | le meilleur         | le meilleur de tous    |
|           |          |           |                       |                |                     |                        |
| Lituanien | Masculin | gardùs    | gardėlèsnis           | gardèsnis      | gardžiáusias        | pàts/visų̃ gardžiáusias |
| Lituanien | Feminin  | gardì     | gardėlèsnė            | gardèsnė       | gardžiáusia         | pati/visų gardžiáusia  |
| Lituanien | Neutre   | gardù     | gardėliaũ             | gardžiaũ       | gardžiáusia         | visų̃ gardžiáusia       |
| Français  |          | délicieux | un peu plus délicieux | plus délicieux | bien plus délicieux | le plus délicieux      |

Tous les adjectifs comparatifs du genre masculin et féminin (se terminant par -ėlèsnis, -ėlèsnė, -èsnis, -èsnė) se déclinent de la même façon que l’adjectif didelis, didelė ou vidutinis, vidutinė. Leur accent du nominatif singulier est toujours sur le suffixe -èsn- et ils appartiennent tous au 4e groupe d’accentuation.
Tous les adjectifs superlatifs du genre masculin et féminin (se terminant par -iáusias, -iáusia) se déclinent de la même façon que l’adjectif pė́sčias, mais appartiennent tous au 1er groupe d’accentuation (accent invariable).
Les degrés de comparaison eux aussi peuvent avoir les formes définies :
| Langue    | Genre    | adjectif  | comparatif | comparatif     | superlatif          | superlatif               |
| --------- | -------- | --------- | ---------- | -------------- | ------------------- | ------------------------ |
| Lituanien | Masculin | geràsis   | -          | geresnỹsis     | geriáusiasis        | pàts/visų̃ geriáusiasis   |
| Lituanien | Feminin  | geróji    | -          | geresnióji     | geriáusioji         | patì/visų̃ geriáusioji    |
| Lituanien | Neutre   | -         | -          | -              | -                   | -                        |
| Français  |          | bon       | -          | meilleur       | le meilleur         | le meilleur de tous      |
|           |          |           |            |                |                     |                          |
| Lituanien | Masculin | gardùsis  | -          | gardesnỹsis    | gardžiáusiasis      | pàts/visų̃ gardžiáusiasis |
| Lituanien | Feminin  | gardžióji | -          | gardesnióji    | gardžiáusioji       | pati/visų gardžiáusioji  |
| Lituanien | Neutre   | -         | -          | -              | -                   | -                        |
| Français  |          | délicieux | -          | plus délicieux | bien plus délicieux | le plus délicieux        |

Tous les adjectifs comparatifs définis (se terminant par -esnỹsis, -esnióji) se déclinent de la même façon que la forme définie de l’adjectif didis (c’est-à-dire, didỹsis, didžióji) ou vidutinis (c’est-à-dire, vidutinỹsis, vidutinióji) et ils appartiennent tous au 4e groupe d’accentuation.
Tous les adjectifs superlatifs définis (se terminant par -iáusiasis, -iáusioji) se déclinent de la même façon que la forme définie de l’adjectif pė́sčias (c’est-à-dire, pėsčiasis, pėsčioji), mais appartiennent tous au 1er groupe d’accentuation (accent invariable).

### Accord des adjectifs
Par exemple, les mots gatvė (rue) et kelias (route) qualifié par tiesus (droit) dans la position attributive :
- Tiesi gatvė vs. tiesios gatvės (singulier vs. pluriel)
- Tiesi gatvė vs. tiesus kelias (feminin vs. masculin)
- Tiesi gatvė vs. tiesią gatvę (nominatif vs. accusatif)

De la même façon qu’en français, le principe de l’accord s’applique également dans la position prédicative :
- Pavyzdys yra teisingas – L’exemple est correct (nom masculin exige l’adjectif masculin).
- Išvada yra teisinga – La conclusion est correcte (nom féminin exige l’adjectif féminin).
- Viskas yra teisinga – Tout est correct (pronom neutre en lituanien exige l’adjectif neutre, tandis qu’en français l’adjectif masculin est utilisé).

Le genre neutre ne s’utilise que dans la position prédicative où elle est obligatoire en cas de l’absence du sujet dans la phrase (rūsyje buvo vėsu (c'était frais dans la cave) ; gera tave matyti (C'est bon de te voir) ) ou si un pronom du genre neutre est utilisé : viskas tout, niekas rien, tai ceci etc. Dans certains cas, il s’emploie en tant que complément d’objet direct lorsque le substantif est omis : jis matė šilta ir šalta (Il a vu froid et chaud - il a eu des hauts et des bas) ; néanmoins, cet usage devient de plus en plus rare et est souvent remplacé par le génitif masculin singulier : jis matė šilto ir šalto. Aucun adjectif finissant en -is n’a de genre neutre (s’il l’a, cette forme aujourd’hui est désuète), de ce fait, dans la position prédicative, ils exigent un sujet personnel ayant un genre masculin ou féminin.

## Pronom

### Pronom personnel
Les pronoms personnels aš (je), tu (tu) jis (il) et ji (elle) se déclinent de la façon suivante:
|           |              |              | Nominatif      | Génitif  | Datif    | Accusatif | Instrumental | Locatif  |
| --------- | ------------ | ------------ | -------------- | -------- | -------- | --------- | ------------ | -------- |
| Singulier | 1re Personne | 1re Personne | àš             | manę̃s    | mán      | manè      | manimì       | manyjè   |
| Singulier | 2e Personne  | 2e Personne  | tù             | tavę̃s    | táu      | tavè      | tavimì       | tavyjè   |
| Singulier | 3e Personne  | Masculin     | jìs            | jõ       | jám      | jį̃        | juõ          | jamè     |
| Singulier | 3e Personne  | Feminin      | jì             | jõs      | jái      | ją̃        | jà           | jojè     |
| Duel      | 1re Personne | Masculin     | mùdu           | mùdviejų | mùdviem  | mùdu      | mùdviem      | mùdviese |
| Duel      | 1re Personne | Feminin      | mùdvi          | mùdviejų | mùdviem  | mùdvi     | mùdviem      | mùdviese |
| Duel      | 2e Personne  | Masculin     | jùdu           | jùdviejų | jùdviem  | jùdu      | jùdviem      | jùdviese |
| Duel      | 2e Personne  | Feminin      | jùdvi          | jùdviejų | jùdviem  | jùdvi     | jùdviem      | jùdviese |
| Duel      | 3e Personne  | Masculin     | juõdu ou jiẽdu | jų̃dviejų | jíedviem | juõdu     | jíemdviem    | -        |
| Duel      | 3e Personne  | Feminin      | jiẽdvi         | jų̃dviejų | jódviem  | jiẽdvi    | jõdviem      | -        |
| Pluriel   | 1re Personne | 1re Personne | mẽs            | mū́sų     | mùms     | mùs       | mumìs        | mumysè   |
| Pluriel   | 2e Personne  | 2e Personne  | jū̃s            | jū́sų     | jùms     | jùs       | jumìs        | jumysè   |
| Pluriel   | 3e Personne  | Masculin     | jiẽ            | jų̃       | jíems    | juõs      | jaĩs         | juosè    |
| Pluriel   | 3e Personne  | Feminin      | jõs            | jų̃       | jóms     | jàs       | jomìs        | josè     |

### Pronom réfléchi
Le lituanien fait usage d'un unique pronom réfléchi commun à toutes les personnes.
| Cas          | Forme  |
| ------------ | ------ |
| Nominatif    | —      |
| Génitif      | savę̃s  |
| Datif        | sáu    |
| Accusatif    | savè   |
| Instrumental | savimì |
| Locatif      | savyjè |

Ce pronom est utilisé dès lors que ce qu'il représente est identique au sujet de la phrase.
Svarbu pažinti save. Il est important de ce connaître soi-même.
L'affixe verbal -si sert également de quasi-réfléchi dans de nombreux cas :
Slepiu kažką. Je cache quelque chose.
Slepiuosi. Je me cache.
Cet affixe se place à la fin du verbe, sauf lorsqu'au moins un préfixe verbal est présent, auquel cas il se place entre le dernier préfixe et la racine du verbe. Ce préfixe peut être le préfixe ne- de la négation, où d'autres comme at-, nuo- etc.
Slepiuosi. Je me cache.
Nesislepiu. Je ne me cache pas.

### Pronom possessif
En lituanien les pronoms possessifs ne se déclinent pas, ce sont d’anciennes formes de génitif figées.
| Lituanien | Français                    |
| --------- | --------------------------- |
| màno      | mon, ma, mes                |
| tàvo      | ton, ta, tes                |
| jõ        | son, sa, ses (à lui)        |
| jõs       | son, sa, ses (à elle)       |
| mū́sų      | notre, nos                  |
| jū́sų      | votre, vos                  |
| jų̃        | leur, leurs (à elles / eux) |

Sàvo est un pronom possessif réflexif. Il réfère toujours au sujet de la phrase. Ainsi, si le sujet est aš (je) il se traduit par mon, ma ou mes. Si le sujet est jis (il) il se traduit par son, sa ou ses. Le pronom interrogatif possessif correspondant est kienõ : Kienõ šì knygà? – Màno. À qui est ce livre ? – À moi.
Les pronoms possessifs mano, tavo, savo disposent des formes déclinables mãnas, tãvas, sãvas, mais elles sont rarement utilisées et ont un caractère dialectal ou poétique.

### Autres pronoms
Une particularité importante de la grammaire lituanienne est l’absence de marqueurs grammaticaux de l’animéité. Donc, la différence entre les phrases françaises Que vois-tu? et Qui vois-tu ? n’existe pas en lituanien du point de vue grammatical : Ką tu matai?
Les pronoms démonstratifs lituaniens sont : šìs, šìa ce, celle, tàs (taĩ*), tà / šìtas (šitaĩ*), šitàb celui-ci, celle-ci, anàs, anàb celui-là, celle-là, šióks, šiokià, tóks, tokiàd tel, telle etc. ;
Les pronoms interrogatifs et indéfinis sont : kóks, kokiàd quel, quelle, jóks, jokiàd aucun, aucune, kitóks, kitókiad différent, différente, kiekvíenas, kiekvienàc chaque / chacun, keliñtas, kelintàc le / la combien (« combientième »), kìtas (kìta*), kitàc autre, kẽletas quelques-uns/unes, kelì, keliosc quelques-uns/unes, tám tìkras (tam tìkra*), tám tikràc un certain, une certaine, kàs*b quoi/qui, kažkàs*b je ne sais quoi/qui, kažiñ kàs*b je ne sais quoi/qui, kažkurìs, kažkurìa je ne sais lequel / laquelle, vìsas (vìsa*), visàc entier, entière, vìskas*b tout, visóks, visókiad de toute sorte, niẽkas*b rien / personne, pàts, patìe lui-même, elle-même etc.
- Les pronoms marqués avec l’astérisque (*) sont du genre neutre, ils exigent donc l’accord avec le genre neutre des adjectifs, des participes et les numéraux. Dans le cas de kas et kažkas le genre neutre est très souvent remplacé par le génitif du genre masculin. Donc, au lieu de dire Kàs naũja? « Quoi de neuf ? » (ce qui est tout à fait grammaticalement correct), l’expression Kàs naũjo? est beaucoup plus courante.
- Le pronom keletas « quelques-uns/unes » se décline comme le substantif vaikas, mais appartient au 1er groupe d’accentuation (accent invariable).
- Les pronoms marqués avec un a se déclinent exactement de la même façon que les pronoms jis, ji, y inclus le duel rarement utilisé. Dans tous les cas sans aucune exception ils sauvegardent leur accent sur la terminaison (très important pour les pronoms kažkurìs, kažkurì). La racine de kažkuris, kažkuri se termine par une consonne palatalisée -r- qui doit être suivie de  la marque de palatalisation -i-. Cette marque disparaît si la terminaison elle-même commence par une voyelle antérieure -i ou -į (donc kažkuriõ, kažkuriám, kažkuriamè etc., mais kažkurį̃).
- Les pronoms marqués avec un b se déclinent de la même façon que les pronoms jis, ji (y inclus le duel), à l’exception de l’accusatif singulier où leur terminaison devient toujours -ą : anàs → aną̃, kàs → ką̃. Dans tous les cas ils sauvegardent leur accent sur la terminaison, avec l’exception notable de niẽkas appartenant au 2e groupe d’accentuation (niẽkas → niẽką). Les pronoms du genre neutre (kas, kažkas, kažin kas, viskas, niekas) n’ont ni duel, ni pluriel.
- Les pronoms marqués avec un c se déclinent de la même façon que l’adjectif geras, gera. Ils appartiennent au 4ière groupe d’accentuation, sauf kiekvíenas, kiekvienà qui appartient au 3e.
- Les pronoms marqués avec un d se déclinent au singulier de la même façon que l’adjectif vidutinis, vidutinė, mais ont une déclinaison particulière au pluriel (voir le tableau ci-dessous).
- Le pronom marqué avec un e a une déclinaison particulière (voir le tableau ci-dessous).

Les nombres entre parenthèses indiquent le groupe d’accentuation du pronom.
|              | toks (3) = tel | toks (3) = tel | toks (3) = tel | toks (3) = tel | visoks (1) = de toute sorte | visoks (1) = de toute sorte | visoks (1) = de toute sorte | visoks (1) = de toute sorte | pats (4) = lui-même | pats (4) = lui-même | pats (4) = lui-même | pats (4) = lui-même |
|              | masculin       | masculin       | feminin        | feminin        | masculin                    | masculin                    | feminin                     | feminin                     | masculin            | masculin            | feminin             | feminin             |
|              | singulier      | pluriel        | singulier      | pluriel        | singulier                   | pluriel                     | singulier                   | pluriel                     | singulier           | pluriel             | singulier           | pluriel             |
| ------------ | -------------- | -------------- | -------------- | -------------- | --------------------------- | --------------------------- | --------------------------- | --------------------------- | ------------------- | ------------------- | ------------------- | ------------------- |
| Nominatif    | tóks           | tokiẽ          | tokià          | tókios         | visóks                      | visókie                     | visókia                     | visókios                    | pàts                | pãtys               | patì                | pãčios              |
| Génitif      | tókio          | tokių̃          | tokiõs         | tokių̃          | visókio                     | visókių                     | visókios                    | visókių                     | patiẽs              | pačių̃               | pačiõs              | pačių̃               |
| Datif        | tokiám         | tokíems        | tókiai         | tokióms        | visókiam                    | visókiems                   | visókiai                    | visókioms                   | pačiám              | patíems             | pãčiai              | pačióms             |
| Accusatif    | tókį           | tókius         | tókią          | tókias         | visókį                      | visókius                    | visókią                     | visókias                    | pãtį                | pačiùs              | pãčią               | pačiàs              |
| Instrumental | tókiu          | tokiaĩs        | tókia          | tokiomĩs       | visókiu                     | visókiais                   | visókia                     | visókiomis                  | pačiù               | pačiaĩs             | pačià               | pačiomìs            |
| Locatif      | tokiamè        | tokiuosè       | tokiojè        | tokiosè        | visókiame                   | visókiuose                  | visókioje                   | visókiose                   | pačiamè             | pačiuosè            | pačiojè             | pačiosè             |

### Pronom défini
De la même façon que les adjectifs, certains pronoms personnels, démonstratifs et possessifs peuvent avoir des formes définies. Ces pronoms sont šis, ši, tas, ta, jis, ji, anas, ana, manas, mana, tavas, tava, savas, sava. Ils sont rarement utilisés et n’ont généralement qu’une nuance stylistique par rapport à leurs homologues indéfinis.
|              | jis, ji = lui, elle | jis, ji = lui, elle | jis, ji = lui, elle | jis, ji = lui, elle | manas, mana = le mien, la mienne | manas, mana = le mien, la mienne | manas, mana = le mien, la mienne | manas, mana = le mien, la mienne |
|              | masculin            | masculin            | feminin             | feminin             | masculin                         | masculin                         | feminin                          | feminin                          |
|              | singulier           | pluriel             | singulier           | pluriel             | singulier                        | pluriel                          | singulier                        | pluriel                          |
| ------------ | ------------------- | ------------------- | ------------------- | ------------------- | -------------------------------- | -------------------------------- | -------------------------------- | -------------------------------- |
| Nominatif    | jisaĩ               | jíeji               | jóji                | jõsios              | manàsis                          | maníeji                          | manóji                           | mãnosios                         |
| Génitif      | jõjo                | jų̃jų                | jõsios              | jų̃jų                | mãnojo                           | manų̃jų                           | manõsios                         | manų̃jų                           |
| Datif        | jájam               | jíesiems            | jájai               | jósioms             | manájam                          | maníesiems                       | mãnajai                          | manósioms                        |
| Accusatif    | jį̃jį                | júosius             | ją̃ją                | ją́sias              | mãnąjį                           | manúosius                        | mãnąją                           | maną́sias                         |
| Instrumental | júoju               | jaĩsiais            | ją́ja                | jõsiomis            | manúoju                          | manaĩsiais                       | maną́ja                           | manõsiomis                       |
| Locatif      | jãjame              | juõsiuose           | jõjoje              | jõsiose             | manãjame                         | manuõsiuose                      | manõjoje                         | manõsiose                        |

La plupart des pronoms se terminant par -ks (tóks, kóks, jóks, kitóks etc.) et le pronom pats peuvent aussi avoir des formes définies (toksaĩ, koksaĩ, joksaĩ, kitoksaĩ, patsaĩ etc.), mais uniquement au nominatif masculin.

## Nombre
Les nombres cardinaux de 1 à 9 en lituanien peuvent avoir trois formes différentes selon le contexte où ils sont utilisés : simples, plurielles et collectives.
Du point de vue syntaxique, les nombres simples et pluriels de 1 à 9 agissent et, à quelques exceptions près, se déclinent comme des adjectifs : ils s’accordent en genre et en cas avec les substantifs qu’ils caractérisent.
Les nombres collectifs n’ont pas d’autres formes que celles de 1 à 9 ; ils agissent et se déclinent comme des substantifs. Ils ne s’accordent pas en genre et en cas avec les substantifs qu’ils caractérisent et ne peuvent pas faire partie des nombres composés.
Les nombres pluriels s’utilisent obligatoirement au lieu des nombres simples quand ils sont suivis des substantifs pluriels (n’ayant pas de formes singulières) : dvidešimt penkeri metai (vingt-cinq ans), aštuonerios kelnės (huit pantalons), dvejos žirklės (deux ciseaux) etc.
Les nombres collectifs désignent des groupes d’objets ou de personnes : penketas arklių (un groupe de cinq chevaux), aštuonetas mokinių (un groupe de huit élèves) etc.
Dans les tableaux suivants, les nombres qui ne s’accordent pas en genre et en cas avec les substantifs (et qui exigent toujours le génitif pluriel de ces substantifs), sont marqués sur le fond gris.
Le groupe d’accentuation du nombre respectif est indiqué entre parenthèses. Les groupes d’accentuation des formes féminines sont toujours identiques aux formes masculines.
|   | Nombres simples | Nombres simples | Modèle de dėclinaison | Nombres pluriels         | Nombres pluriels   | Modèle de dėclinaison                                        | Nombres collectifs | Nombres collectifs                       |
| - | --------------- | --------------- | --- | ------------------------ | ------------------ | ------------------------------------------------------------ | ------------------ | ---------------------------------------- |
|   | Masculin        | Féminin         | Modèle de dėclinaison | Masculin                 | Féminin            | Modèle de dėclinaison                                        | Nombres collectifs | Nombres collectifs                       |
| 0 | nùlis (2)       | nùlis (2)       | substantif samtis ; singulier et pluriel | –                        | –                  | –                                                            | –                  | –                                        |
| 1 | víenas (3)      | vienà           | adjectif geras (pas de formes définies) | vienì (3) / vienerì (3a) | víenos / víenerios | adjectif geras, pas de formes définies, pluriel uniquement   | –¹                 | substantif vaikas ; singulier et pluriel |
| 2 | dù (4)          | dvì             | déclinaison particulière, voir ci-dessous | dvejì (4)                | dvẽjos             | adjectif geras, pas de formes définies, pluriel uniquement   | dvẽjetas (1)       | substantif vaikas ; singulier et pluriel |
| 3 | trỹs (4)        | trỹs            | déclinaison particulière, voir ci-dessous | trejì (4)                | trẽjos             | adjectif geras, pas de formes définies, pluriel uniquement   | trẽjetas (1)       | substantif vaikas ; singulier et pluriel |
| 4 | keturì (3b)     | kẽturios        | adjectif pėsčias, mais l’accusatif masculin se termine en -is ; déclinaison au pluriel uniquement ; pas de formes définies (voir l’exemple de déclinaison penki ci-dessous) | ketverì (3b)             | kẽtverios          | adjectif pėsčias, pas de formes définies, pluriel uniquement | kẽtvertas (1)      | substantif vaikas ; singulier et pluriel |
| 5 | penkì (4)       | peñkios         | adjectif pėsčias, mais l’accusatif masculin se termine en -is ; déclinaison au pluriel uniquement ; pas de formes définies (voir l’exemple de déclinaison penki ci-dessous) | penkerì (3b)             | peñkerios          | adjectif pėsčias, pas de formes définies, pluriel uniquement | peñketas (1)       | substantif vaikas ; singulier et pluriel |
| 6 | šešì (4)        | šẽšios          | adjectif pėsčias, mais l’accusatif masculin se termine en -is ; déclinaison au pluriel uniquement ; pas de formes définies (voir l’exemple de déclinaison penki ci-dessous) | šešerì (3b)              | šẽšerios           | adjectif pėsčias, pas de formes définies, pluriel uniquement | šẽšetas (1)        | substantif vaikas ; singulier et pluriel |
| 7 | septynì (3)     | septýnios       | adjectif pėsčias, mais l’accusatif masculin se termine en -is ; déclinaison au pluriel uniquement ; pas de formes définies (voir l’exemple de déclinaison penki ci-dessous) | septynerì (3a)           | septýnerios        | adjectif pėsčias, pas de formes définies, pluriel uniquement | septýnetas (1)     | substantif vaikas ; singulier et pluriel |
| 8 | aštuonì (3)     | aštúonios       | adjectif pėsčias, mais l’accusatif masculin se termine en -is ; déclinaison au pluriel uniquement ; pas de formes définies (voir l’exemple de déclinaison penki ci-dessous) | aštuonerì (3a)           | aštúonerios        | adjectif pėsčias, pas de formes définies, pluriel uniquement | aštúonetas (1)     | substantif vaikas ; singulier et pluriel |
| 9 | devynì (3)      | devýnios        | adjectif pėsčias, mais l’accusatif masculin se termine en -is ; déclinaison au pluriel uniquement ; pas de formes définies (voir l’exemple de déclinaison penki ci-dessous) | devynerì (3a)            | devýnerios         | adjectif pėsčias, pas de formes définies, pluriel uniquement | devýnetas (1)      | substantif vaikas ; singulier et pluriel |

¹Le mot víenetas existe bien, mais en tant que substantif ayant les significations suivantes : unité ; note scolaire « 1 ».
Les nombres cardinaux suivants n’ont que des formes simples. Du point de vue syntaxique, ils agissent et se déclinent comme des substantifs. Leur utilisation exige toujours le génitif pluriel des substantifs (ou autres formes) qu’ils caractérisent :
|            | Nombres cardinaux   | Modèle de déclinaison |
| 10         | dẽšimt (3b)         | indéclinable ou déclinable (choix du locuteur); la forme déclinable du substantif dešimtìs « dizaine » peut être utilisée à sa place (modèle de déclinaison : substantif viltis ; la forme de l’instrumental qui s’utilise plus souvent est dẽšimčia) ; déclinaison au singulier et au pluriel (voir la déclinaison dešimtis ci-dessous)                                                                                          |
| 11         | vienúolika (1)      | substantif motina (sauf l’accusatif qui se termine en -a simple) ; déclinaison au singulier uniquement (voir l’exemple de déclinaison penkiolika ci-dessous) |
| 12         | dvýlika (1)         | substantif motina (sauf l’accusatif qui se termine en -a simple) ; déclinaison au singulier uniquement (voir l’exemple de déclinaison penkiolika ci-dessous) |
| 13         | trýlika (1)         | substantif motina (sauf l’accusatif qui se termine en -a simple) ; déclinaison au singulier uniquement (voir l’exemple de déclinaison penkiolika ci-dessous) |
| 14         | keturiólika (1)     | substantif motina (sauf l’accusatif qui se termine en -a simple) ; déclinaison au singulier uniquement (voir l’exemple de déclinaison penkiolika ci-dessous) |
| 15         | penkiólika (1)      | substantif motina (sauf l’accusatif qui se termine en -a simple) ; déclinaison au singulier uniquement (voir l’exemple de déclinaison penkiolika ci-dessous) |
| 16         | šešiólika (1)       | substantif motina (sauf l’accusatif qui se termine en -a simple) ; déclinaison au singulier uniquement (voir l’exemple de déclinaison penkiolika ci-dessous) |
| 17         | septyniólika (1)    | substantif motina (sauf l’accusatif qui se termine en -a simple) ; déclinaison au singulier uniquement (voir l’exemple de déclinaison penkiolika ci-dessous) |
| 18         | aštuoniólika (1)    | substantif motina (sauf l’accusatif qui se termine en -a simple) ; déclinaison au singulier uniquement (voir l’exemple de déclinaison penkiolika ci-dessous) |
| 19         | devyniólika (1)     | substantif motina (sauf l’accusatif qui se termine en -a simple) ; déclinaison au singulier uniquement (voir l’exemple de déclinaison penkiolika ci-dessous) |
| 20         | dvìdešimt (1)       | indéclinable ou déclinable (choix du locuteur) ; les formes déclinables (sauf l’accusatif et le nominatif) sont issues du substantif dešimtìs (modèle de déclinaison : substantif viltis); l’accusatif et le nominatif sont obligatoirement les formes raccourcies (-dešimt) ; l’instrumental se termine généralement en -dešimčia ; déclinaison au singulier uniquement (voir l’exemple de déclinaison penkiasdešimt ci-dessous) |
| 30         | trìsdešimt (1)      | indéclinable ou déclinable (choix du locuteur) ; les formes déclinables (sauf l’accusatif et le nominatif) sont issues du substantif dešimtìs (modèle de déclinaison : substantif viltis); l’accusatif et le nominatif sont obligatoirement les formes raccourcies (-dešimt) ; l’instrumental se termine généralement en -dešimčia ; déclinaison au singulier uniquement (voir l’exemple de déclinaison penkiasdešimt ci-dessous) |
| 40         | kẽturiasdešimt (1)  | indéclinable ou déclinable (choix du locuteur) ; les formes déclinables (sauf l’accusatif et le nominatif) sont issues du substantif dešimtìs (modèle de déclinaison : substantif viltis); l’accusatif et le nominatif sont obligatoirement les formes raccourcies (-dešimt) ; l’instrumental se termine généralement en -dešimčia ; déclinaison au singulier uniquement (voir l’exemple de déclinaison penkiasdešimt ci-dessous) |
| 50         | peñkiasdešimt (1)   | indéclinable ou déclinable (choix du locuteur) ; les formes déclinables (sauf l’accusatif et le nominatif) sont issues du substantif dešimtìs (modèle de déclinaison : substantif viltis); l’accusatif et le nominatif sont obligatoirement les formes raccourcies (-dešimt) ; l’instrumental se termine généralement en -dešimčia ; déclinaison au singulier uniquement (voir l’exemple de déclinaison penkiasdešimt ci-dessous) |
| 60         | šẽšiasdešimt (1)    | indéclinable ou déclinable (choix du locuteur) ; les formes déclinables (sauf l’accusatif et le nominatif) sont issues du substantif dešimtìs (modèle de déclinaison : substantif viltis); l’accusatif et le nominatif sont obligatoirement les formes raccourcies (-dešimt) ; l’instrumental se termine généralement en -dešimčia ; déclinaison au singulier uniquement (voir l’exemple de déclinaison penkiasdešimt ci-dessous) |
| 70         | septýniasdešimt (1) | indéclinable ou déclinable (choix du locuteur) ; les formes déclinables (sauf l’accusatif et le nominatif) sont issues du substantif dešimtìs (modèle de déclinaison : substantif viltis); l’accusatif et le nominatif sont obligatoirement les formes raccourcies (-dešimt) ; l’instrumental se termine généralement en -dešimčia ; déclinaison au singulier uniquement (voir l’exemple de déclinaison penkiasdešimt ci-dessous) |
| 80         | aštúoniasdešimt (1) | indéclinable ou déclinable (choix du locuteur) ; les formes déclinables (sauf l’accusatif et le nominatif) sont issues du substantif dešimtìs (modèle de déclinaison : substantif viltis); l’accusatif et le nominatif sont obligatoirement les formes raccourcies (-dešimt) ; l’instrumental se termine généralement en -dešimčia ; déclinaison au singulier uniquement (voir l’exemple de déclinaison penkiasdešimt ci-dessous) |
| 90         | devýniasdešimt (1)  | indéclinable ou déclinable (choix du locuteur) ; les formes déclinables (sauf l’accusatif et le nominatif) sont issues du substantif dešimtìs (modèle de déclinaison : substantif viltis); l’accusatif et le nominatif sont obligatoirement les formes raccourcies (-dešimt) ; l’instrumental se termine généralement en -dešimčia ; déclinaison au singulier uniquement (voir l’exemple de déclinaison penkiasdešimt ci-dessous) |
| 100        | šim̃tas (4)          | substantif vaikas ; déclinaison au singulier et au pluriel |
| 1000       | tū́kstantis (1)      | substantif samtis ; déclinaison au singulier et au pluriel |
| 1000000    | milijõnas (2)       | substantif vaikas ; déclinaison au singulier et au pluriel |
| 1000000000 | milijárdas (1)      | substantif vaikas ; déclinaison au singulier et au pluriel |

Exemples de déclinaison de certains nombres irréguliers :
|                     | du (4) = deux | du (4) = deux | trys (4) = trois | trys (4) = trois | penki (4) = cinq | penki (4) = cinq | dešimtis (3b) = dizaine | dešimtis (3b) = dizaine | penkiolika (1) = quinze | penkiasdešimt (1) = cinquante      |
|                     | masculin      | féminin       | masculin         | féminin          | masculin         | féminin          | singulier               | pluriel                 | penkiolika (1) = quinze | penkiasdešimt (1) = cinquante      |
| ------------------- | ------------- | ------------- | ---------------- | ---------------- | ---------------- | ---------------- | ----------------------- | ----------------------- | ----------------------- | ---------------------------------- |
| Nominatif / Vocatif | dù            | dvì           | trỹs             | trỹs             | penkì            | peñkios          | dešimtìs                | dẽšimtys                | penkiólika              | peñkiasdešimt                      |
| Génitif             | dviejų̃        | dviejų̃        | trijų̃            | trijų̃            | penkių̃           | penkių̃           | dešimtiẽs               | dešimčių̃                | penkiólikos             | peñkiasdešimties                   |
| Datif               | dvíem         | dvíem         | trìms            | trìms            | penkíems         | penkióms         | dẽšimčiai               | dešimtìms               | penkiólikai             | peñkiasdešimčiai                   |
| Accusatif           | dù            | dvì           | trìs             | trìs             | penkìs           | penkiàs          | dẽšimtį                 | dẽšimtis                | penkiólika              | peñkiasdešimt                      |
| Instrumental        | dviẽm         | dviẽm         | trimìs           | trimìs           | penkiaĩs         | penkiomìs        | dẽšimčia / dešimtimì    | dešimtimìs              | penkiólika              | peñkiasdešimčia / peñkiasdešimtimi |
| Locatif             | dviejuosè     | dviejosè      | trijuosè         | trijosè          | penkiuosè        | penkiosè         | dešimtyjè               | dešimtysè               | penkiólikoje            | peñkiasdešimtyje                   |

Les nombres ordinaux agissent tout à fait comme des adjectifs. Ils sont toujours accordés en genre, en cas et en nombre avec les substantifs qu’ils caractérisent. À l’exception de nulinis (zéro) ils ont tous des formes définies (par exemple, pirmàsis, pirmóji – le premier, la première).
|            | Masculin              | Féminin          | Neutre           | Modèle de déclinaison |
| ---------- | --------------------- | ---------------- | ---------------- | --- |
| 0          | nùlinis (1)           | nùlinė           | –                | adjectif vidutinis ; singulier et pluriel ; pas de formes définies |
| 1          | pìrmas (3)            | pirmà            | pìrma            | adjectif geras, y compris les formes définies ; singulier et pluriel |
| 2          | añtras (4)            | antrà            | añtra            | adjectif geras, y compris les formes définies ; singulier et pluriel |
| 3          | trẽčias (4)           | trečià           | trẽčia           | adjectif geras, y compris les formes définies ; singulier et pluriel |
| 4          | ketvir̃tas (4)         | ketvirtà         | ketvir̃ta         | adjectif geras, y compris les formes définies ; singulier et pluriel |
| 5          | peñktas (4)           | penktà           | peñkta           | adjectif geras, y compris les formes définies ; singulier et pluriel |
| 6          | šẽštas (4)            | šeštà            | šẽšta            | adjectif geras, y compris les formes définies ; singulier et pluriel |
| 7          | septiñtas (4)         | septintà         | septiñta         | adjectif geras, y compris les formes définies ; singulier et pluriel |
| 8          | aštuñtas (4)          | aštuntà          | aštuñta          | adjectif geras, y compris les formes définies ; singulier et pluriel |
| 9          | deviñtas (4)          | devintà          | deviñta          | adjectif geras, y compris les formes définies ; singulier et pluriel |
| 10         | dešim̃tas (4)          | dešimtà          | dešim̃ta          | adjectif geras, y compris les formes définies ; singulier et pluriel |
| 11         | vienúoliktas (1)      | vienúolikta      | vienúolikta      | adjectif geras, y compris les formes définies ; singulier et pluriel |
| 12         | dvýliktas (1)         | dvýlikta         | dvýlikta         | adjectif geras, y compris les formes définies ; singulier et pluriel |
| 13         | trýliktas (1)         | trýlikta         | trýlikta         | adjectif geras, y compris les formes définies ; singulier et pluriel |
| 14         | keturióliktas (1)     | keturiólikta     | keturiólikta     | adjectif geras, y compris les formes définies ; singulier et pluriel |
| 15         | penkióliktas (1)      | penkiólikta      | penkiólikta      | adjectif geras, y compris les formes définies ; singulier et pluriel |
| 16         | šešióliktas (1)       | šešiólikta       | šešiólikta       | adjectif geras, y compris les formes définies ; singulier et pluriel |
| 17         | septynióliktas (1)    | septyniólikta    | septyniólikta    | adjectif geras, y compris les formes définies ; singulier et pluriel |
| 18         | aštuonióliktas (1)    | aštuoniólikta    | aštuoniólikta    | adjectif geras, y compris les formes définies ; singulier et pluriel |
| 19         | devynióliktas (1)     | devyniólikta     | devyniólikta     | adjectif geras, y compris les formes définies ; singulier et pluriel |
| 20         | dvidešim̃tas (4)       | dvidešimtà       | dvidešim̃ta       | adjectif geras, y compris les formes définies ; singulier et pluriel |
| 30         | trisdešim̃tas (4)      | trisdešimtà      | trisdešim̃ta      | adjectif geras, y compris les formes définies ; singulier et pluriel |
| 40         | keturiasdešim̃tas (4)  | keturiasdešimtà  | keturiasdešim̃ta  | adjectif geras, y compris les formes définies ; singulier et pluriel |
| 50         | penkiasdešimtas (4)   | penkiasdešimtà   | penkiasdešimtas  | adjectif geras, y compris les formes définies ; singulier et pluriel |
| 60         | šešiasdešim̃tas (4)    | šešiasdešimtà    | šešiasdešim̃ta    | adjectif geras, y compris les formes définies ; singulier et pluriel |
| 70         | septyniasdešim̃tas (4) | septyniasdešimtà | septyniasdešim̃ta | adjectif geras, y compris les formes définies ; singulier et pluriel |
| 80         | aštuoniasdešim̃tas (4) | aštuoniasdešimtà | aštuoniasdešim̃ta | adjectif geras, y compris les formes définies ; singulier et pluriel |
| 90         | devyniasdešim̃tas (4)  | devyniasdešimtà  | devyniasdešim̃ta  | adjectif geras, y compris les formes définies ; singulier et pluriel |
| 100        | šim̃tas (4)            | šimtà            | šim̃ta            | adjectif geras (y compris les formes définies) ; pour éviter la confusion avec les formes cardinales, les formes définies sont utilisées presque systématiquement : šimtàsis, tūkstantàsis etc. |
| 1000       | tū́kstantas (1)        | tū́kstanta        | tū́kstanta        | adjectif geras (y compris les formes définies) ; pour éviter la confusion avec les formes cardinales, les formes définies sont utilisées presque systématiquement : šimtàsis, tūkstantàsis etc. |
| 1000000    | milijõnas (4)         | milijonà         | milijõna         | adjectif geras (y compris les formes définies) ; pour éviter la confusion avec les formes cardinales, les formes définies sont utilisées presque systématiquement : šimtàsis, tūkstantàsis etc. |
| 1000000000 | milijárdas (1)        | milijárda        | milijárda        | adjectif geras (y compris les formes définies) ; pour éviter la confusion avec les formes cardinales, les formes définies sont utilisées presque systématiquement : šimtàsis, tūkstantàsis etc. |

### Composition de grands nombres
En lituanien, les nombres cardinaux plus grands que 20 sont composés en indiquant les milliards (ou des unités plus grandes), les millions, les mille, les cent, les dizaines et les unités de gauche à droite en suivant les règles habituelles de rection. Ils sont toujours écrits séparément, sans conjonctions telles que ir (et) et sans traits d’union :
devyni šimtai devyniasdešimt devyni milijonai devyni šimtai devyniasdešimt devyni tūkstančiai devyni šimtai devyniasdešimt devyni gyventojai – 999 999 999 habitants
trys šimtai septyniolika tūkstančių trys šimtai septyniolika knygų – 317 317 livres
Généralement, le nombre vienas (un) est omis avant les autres nombres : tūkstantis šimtas – 1100 (au lieu de vienas tūkstantis vienas šimtas).
Chaque nombre et chaque substantif qui le suit doit obligatoirement être décliné, à l’exception de ceux qui doivent obligatoirement être utilisés au génitif (tūkstančių et knygų dans l’exemple précédent): trijuose šimtuose septyniolikoje tūkstančių trijuose šimtuose septyniolikoje knygų – dans 317 317 livres. L’accord en genre ne s’applique qu’au dernier chiffre de la structure, les formes masculines sont utilisées pour le reste : su devyniais tūkstančiais devyniais šimtais devyniasdešimt devyniomis knygomis – avec 9999 livres. Les dizaines ne se déclinent pas ; si elles sont les dernières dans la structure, c’est au locuteur de choisir à les décliner ou pas : devyniems šimtams devyniasdešimčiai mokinių ou bien devyniems šimtams devyniasdešimt mokinių – pour 990 élèves. Si le substantif suivi par ce nombre n’a pas de singulier, le dernier chiffre (s’il est de 1 à 9) doit obligatoirement être le nombre pluriel : Praėjo penkiasdešimt treji metai – 53 ans ont passé.
Pour ce qui est des nombres ordinaux, ils sont composés selon les mêmes règles que les nombres cardinaux, mais ce n’est que le dernier chiffre de la structure qui est le nombre ordinal décliné et accordé en genre et en nombre avec le substantif (le reste étant au nominatif masculin des nombres cardinaux) : trys šimtai septyniolika tūkstančių trys šimtai septynioliktoje knygoje – dans le livre no 317 317 ; su devyni šimtuoju mokiniu – avec l’élève no 900.

## Verbe
La morphologie du verbe lituanien est très différente de celle du français. Les catégories morphologiques et sémantiques des verbes lituaniens sont les suivantes :
- La réflexivité morphologique : les verbes lituaniens peuvent être simples ou réflexifs à l’aide du formant -si- ou -is qui s’attache soit à la fin d’un mot sans préfixe (praustis se laver), soit entre le dernier préfixe et la racine (nusiprausti se laver).
- La transitivité : les verbes lituaniens peuvent être transitifs (exigeant un complément d’objet direct) ou intransitifs. L’intransitivité d’un verbe n’empêche nullement son usage dans une structure passive.
- La causativité : les verbes lituaniens peuvent être causatifs (augìnti faire pousser) ou non causatifs (áugti pousser).
- L’aspect : les verbes lituaniens ont l’aspect perfectif ou imperfectif. Le plus souvent, l’usage d’un verbe lituanien exige de préciser, par le biais de cette opposition, si l’action est accomplie ou non. Contrairement aux langues slaves, cette catégorie verbale en lituanien est plutôt sémantique que grammaticale.
- Le mode : les verbes lituaniens ont quatre modes : l’indicatif, le conditionnel, l’impératif et le relatif.
- Le temps : les verbes lituaniens ont quatre temps morphologiques (le présent, le prétérit, le passé itératif, le futur) et sept temps composés (3 temps inchoatifs et 4 temps parfaits).
- La personne : le lituanien, comme toutes les autres langues baltes, ne possède que 5 personnes de conjugaison, la troisième personne du singulier étant toujours la même que la troisième du pluriel. Néanmoins les grammaires lituaniennes tendent à traiter la 3e personne du singulier et du pluriel comme deux personnes distinctes dans leurs tableaux de conjugaison. De la même façon qu’en français, la 2e personne du pluriel est la personne de politesse.
- La voix : la voix en lituanien peut être active ou passive. La voix passive est toujours composée ayant recours aux participes et jamais le formant réflexif.
- Les formes adjectivales (inconjugables) : le lituanien possède 8 participes déclinables.
- Les formes adverbiales (inconjugables) et autres : le lituanien possède 5 participes indéclinables (« gérondifs »), une forme verbale particulière, l’accentuateur verbal, et l’infinitif.

Tous les verbes lituaniens sont répartis en trois conjugaisons déterminées selon la voyelle finale de la racine de la troisième personne du présent :
- La première conjugaison est la plus courante. La voyelle finale de la racine de la troisième personne du présent appartenant à la première conjugaison est -a. Cette conjugaison inclut les verbes dont l’infinitif contient les suffixes -ėti, -oti, -auti, -enti, -uoti ou n’a aucun suffixe (une consonne suivie de -ti (dirbti)). Les verbes sans suffixes à l’infinitif sont considérés comme primaires, leurs racines du présent et du prétérit sont généralement irrégulières.
- La voyelle finale de la racine de la troisième personne du présent appartenant à la deuxième conjugaison est -i. Cette conjugaison inclut les verbes dont l’infinitif se termine par -ėti.
- La voyelle finale de la racine de la troisième personne du présent appartenant à la troisième conjugaison est -o. Cette conjugaison inclut les verbes dont l’infinitif se termine par -yti. Elle ne contient pratiquement aucune exception.

Au vu de l’infinitif, il est souvent assez difficile de deviner la conjugaison du verbe qui peut réserver bien des surprises. Aussi est-il préférable d’apprendre toujours la troisième personne du présent de l’indicatif et la troisième personne du prétérit de chaque verbe. Ce sont aussi les formes qui sont citées dans tout dictionnaire de qualité, et cela même dans les dictionnaires à usage des Lituaniens. Toutes les formes verbales sont issues de l’infinitif, de la troisième personne du présent de l’indicatif et de la troisième personne du prétérit.

### Voix active

#### Mode indicatif
Comme toutes les terminaisons verbales sont clairement prononcées en lituanien, le locuteur peut librement omettre le pronom personnel de la première et de la deuxième personne (je, tu, nous, vous) : Mes dirbame be išeiginių. = Dirbame be išeiginių. – Nous travaillons sans jours fériés. L’omission du pronom n’est pas obligatoire.

##### Présent
Le présent de l’indicatif est utilisé pour décrire une action présente ou en cours.
La racine de la troisième personne du présent est une forme de base, elle n’est pas dérivée de l’infinitif ou d’une autre forme verbale, elle doit donc être apprise par cœur. Par contre, toutes les autres formes personnelles du présent sont dérivées de celle-ci et ne comportent qu’une seule exception, le verbe būti.
Les exemples suivants représentent les trois conjugaisons des verbes simples et réflexifs ainsi que la conjugaison du seul verbe auxiliaire lituanien – būti être.
|           | láukti = attendre | láuktis = être enceinte | girdė́ti = entendre | girdė́tis = s’entendre | darýti = faire | darýtis = se faire | bū́ti = être (racine es-/yr-) | bū́ti = être (racine būn-/būv-) |
| --------- | ----------------- | ----------------------- | ------------------ | --------------------- | -------------- | ------------------ | ---------------------------- | ------------------------------ |
| Je        | láukiu            | láukiuosi               | girdžiùt/d→č/dž    | girdžiúosit/d→č/dž    | daraũ          | daraũsi            | esù                          | būnù / būvù                    |
| Tu        | láukič/dž→t/d     | láukiesič/dž→t/d        | girdì              | girdíesi              | daraĩ          | daraĩsi            | esì                          | būnì / būvì                    |
| Il/Elle   | láukia            | láukiasi                | gir̃di              | gir̃disi               | dãro           | dãrosi             | yrà (ẽsti)                   | bū̃na / bū̃va                    |
| Nous      | láukiame          | láukiamės               | gir̃dime            | gir̃dimės              | dãrome         | dãromės            | ẽsame                        | bū̃name / bū̃vame                |
| Vous      | láukiate          | láukiatės               | gir̃dite            | gir̃ditės              | dãrote         | dãrotės            | ẽsate                        | bū̃nate / bū̃vate                |
| Ils/Elles | láukia            | láukiasi                | gir̃di              | gir̃disi               | dãro           | dãrosi             | yrà (ẽsti)                   | bū̃na / bū̃va                    |

P. ex. ji laukiasi = elle attend un bébé, (tu) girdi = tu entends, (mes) esame = nous sommes.
La marque t/d→č/dž indique les formes dont la consonne finale de la racine, si elle est -t- ou -d-, change en -č- ou -dž- respectivement.
La marque č/dž→t/d indique les formes dont la consonne finale de la racine, si elle est -č- ou -dž-, change en -t- ou -d- respectivement.
Le verbe auxiliaire būti possède quatre racines au présent. La conjugaison es- / yr- est celle qui est utilisée le plus souvent et correspond au verbe français « être ». La conjugaison būn- est sémantiquement équivalente à būv-, elles se traduisent toutes les deux en français par être généralement / être souvent : Pietūs yra paruošti – le déjeuner est prêt [maintenant] ; Pietūs būna paruošti – le déjeuner est prêt [généralement / souvent]. La forme de la 3e personne ẽsti a la même signification que bū̃na, mais elle est rarement utilisée. La racine būv- est encore plus rare.
Les formes du verbe būti peuvent être omises en lituanien, même quand il est le verbe auxiliaire. Le locuteur est libre de choisir d’omettre le pronom précédant le verbe būti, mais laisser le verbe ; d’omettre le verbe būti, mais laisser le pronom ; ou bien de laisser les deux formes dans la phrase :
Jūs esate prancūzai = Esate prancūzai = Jūs prancūzai Vous êtes Français.
La possibilité d’omettre librement le verbe būti ne s’applique qu’aux formes du présent avec les racines es- (sauf esti) et yr-.
L’accentuation de toutes les personnes au présent correspond normalement à celle de la 3e personne. La seule exception à cette règle concerne les verbes dont l’accent de la 3e personne se trouve sur la pénultième (ignorant le formant réflexif -si) constituée d’une voyelle courte (accent grave) (tìki il croit, stùmia il pousse) ou de l’intonation montante (tilde) (gir̃di il entend, dãrosi il se fait, bū̃na il est) – dans tous ces cas la 1re et la 2e personne du singulier déplacent leur accent sur la terminaison : tikiù, stumiù, girdžiù, daraũsi, būnù, / tikì, stumì, girdì, daraĩsi, būnì.

##### Prétérit
Le prétérit est utilisé pour décrire une action passée et révolue. En fonction du contexte il est traduit en français par le passé composé, le passé simple, l’imparfait ou le plus-que-parfait.
La racine de la troisième personne du prétérit est une forme de base, elle n’est pas dérivée de l’infinitif ou d’une autre forme verbale, elle doit donc être apprise par cœur. Par contre, toutes les autres formes personnelles du prétérit sont dérivées de celle-ci et ne comportent pas d’exception.
|           | láukti          | láuktis           | girdė́ti   | girdė́tis   | darýti         | darýtis          | bū́ti   |
| --------- | --------------- | ----------------- | --------- | ---------- | -------------- | ---------------- | ------ |
| Je        | láukiaut/d→č/dž | láukiausit/d→č/dž | girdė́jau  | girdė́jausi | dariaũt/d→č/dž | dariaũsit/d→č/dž | buvaũ  |
| Tu        | láukei          | láukeisi          | girdė́jai  | girdė́jaisi | dareĩ          | dareĩsi          | buvaĩ  |
| Il/Elle   | láukė           | láukėsi           | girdė́jo   | girdėjosi  | dãrė           | dãrėsi           | bùvo   |
| Nous      | láukėme         | láukėmės          | girdė́jome | girdė́jomės | dãrėme         | dãrėmės          | bùvome |
| Vous      | láukėte         | láukėtės          | girdė́jote | girdė́jotės | dãrėte         | dãrėtės          | bùvote |
| Ils/Elles | láukė           | láukėsi           | girdė́jo   | girdėjosi  | dãrė           | dãrėsi           | bùvo   |

P. ex. laukiausi = j’attendais un bébé, girdėjai = tu entendis / tu entendais / tu as entendu, buvome = nous fûmes / nous avons été / nous étions.
La marque t/d→č/dž indique les formes dont la consonne finale de la racine, si elle est -t- ou -d-, change en -č- ou -dž- respectivement : baũsti punir → baũdė il punissait → baudžiaũ je punissais ; mė́tyti lancer → mė́tė il lançait → mė́čiau je lançais.
L’accentuation de toutes les personnes au prétérit correspond normalement à celle de la 3e personne. La seule exception à cette règle concerne les verbes dont l’accent de la 3e personne se trouve sur la pénultième (ignorant le formant réflexif -si) constituée d’une voyelle courte (accent grave) (vìrė il cuisinait, bùvo il était) ou de l’intonation montante (tilde) (dãrėsi il se faisait, dainãvo il chantait) – dans tous ces cas la 1re et la 2e personne du singulier déplacent leur accent sur la terminaison : viriaũ, buvaũ, dariaũsi, dainavaũ / vireĩ, buvaĩ, dareĩsi, dainavaĩ.

##### Passé itératif
Ce temps décrit une action répétée dans le passé. Il correspond à l’imparfait en français. Le lituanien est la seule langue indo-européenne à avoir un temps propre pour exprimer la répétition, l’itération dans le passé.
Sa construction est simple et régulière :
- Ôter la terminaison de l'infinitif -ti(s).
- Ajouter le suffixe -dav-.
- Ajouter la terminaison de la troisième conjugaison.

|           | láukti     | láuktis     | girdė́ti     | girdė́tis     | darýti     | darýtis     | bū́ti     |
| --------- | ---------- | ----------- | ----------- | ------------ | ---------- | ----------- | -------- |
| Je        | láukdavau  | láukdavausi | girdė́davau  | girdė́davausi | darýdavau  | darýdavausi | bū́davau  |
| Tu        | láukdavai  | láukdavaisi | girdė́davai  | girdė́davaisi | darýdavai  | darýdavaisi | bū́davai  |
| Il/Elle   | láukdavo   | láukdavosi  | girdė́davo   | girdė́davosi  | darýdavo   | darýdavosi  | bū́davo   |
| Nous      | láukdavome | láukdavomės | girdė́davome | girdė́davomės | darýdavome | darýdavomės | bū́davome |
| Vous      | láukdavote | láukdavotės | girdė́davote | girdė́davotės | darýdavote | darýdavotės | bū́davote |
| Ils/Elles | láukdavo   | láukdavosi  | girdė́davo   | girdė́davosi  | darýdavo   | darýdavosi  | bū́davo   |

Pour être traduit en français, il faut préciser le contexte : p.ex. dirbdavau = j’ai travaillé (régulièrement/tous les jours...).

##### Futur
Ce temps décrit une action dans le futur proche ou lointain (correspond aussi bien au futur proche qu’au futur de l’indicatif en français).
Sa construction est simple :
- Ôter la terminaison de l’infinitif -ti(s).
- Ajouter le suffixe -s-.
- Ajouter la terminaison de la deuxième conjugaison.

|           | láukti   | láuktis    | girdė́ti   | girdė́tis    | darýti   | darýtis    | bū́ti   |
| --------- | -------- | ---------- | --------- | ----------- | -------- | ---------- | ------ |
| Je        | láuksiu  | láuksiuosi | girdė́siu  | girdė́siuosi | darýsiu  | darýsiuosi | bū́siu  |
| Tu        | láuksi   | láuksiesi  | girdė́si   | girdė́siesi  | darýsi   | darýsiesi  | bū́si   |
| Il/Elle   | laũks    | laũksis    | girdė̃s    | girdė̃sis    | darỹs    | darỹsis    | bùs    |
| Nous      | láuksime | láuksimės  | girdė́sime | girdė́simės  | darýsime | darýsimės  | bū́sime |
| Vous      | láuksite | láuksitės  | girdė́site | girdė́sitės  | darýsite | darýsitės  | bū́site |
| Ils/Elles | laũks    | laũksis    | girdė̃s    | girdė̃sis    | darỹs    | darỹsis    | bùs    |

P. ex. lauksiuosi = j’attendrai un bébé, darysi = tu feras, būsime = nous serons.
La 1re et la 2e personne du singulier et du pluriel ne comporte aucune exception : leur racine et l’accent correspondent toujours à ceux de l’infinitif.
Les formes de la 3e personne sont plus compliquées :
- si l’accent de la 3e personne se trouve sur la dernière ou l’unique syllabe (ignorant le formant réflexif -is) avec l’intonation descendante (l’accent aigu), elle doit être remplacée par l’intonation montante (l’accent tilde) : kalbė́ti parler → kalbė̃s, pramogáuti s’amuser → pramogaũs; aukótis se sacrifier → aukõsis (le formant réflexif est à ignorer). Cette règle n’est pas applicable si la dernière syllabe de la racine ne porte pas d’accent (sáugoti protéger → sáugos).
- Les verbes primaires changent les voyelles longues y et ū en voyelles courtes i et u lorsque la racine de l’infinitif et du présent de l’indicatif possède une voyelle longue, mais celle du prétérit a une voyelle courte. Exemples : lýti pleuvoir : lỹja, lìjo → lìs; pū́ti pourrir : pū̃va, pùvo → pùs, et le plus important : bū́ti être : bū̃na, bùvo → bùs.

##### Temps composés
Le lituanien possède deux types de temps composés : les temps parfaits (atliktiniai laikai) et les temps inchoatifs (pradėtiniai laikai). Ils sont tous composés en ayant recours au verbe auxiliaire būti combiné avec le participe présent ou passé du verbe principal.

###### Temps parfaits
Il y a quatre temps parfaits en lituanien : présent parfait, plus-que-parfait, plus-que-parfait itératif et futur antérieur. L’aspect temporel est exprimé en utilisant la forme temporelle et personnelle voulue du verbe auxiliaire būti « être », tandis que le verbe principal est sous forme du participe actif du passé. Cette structure ressemble donc fortement au passé composé (aš esu išėjęs je suis sorti), au plus-que-parfait (aš buvau išėjęs j’étais sorti) et au futur antérieur (aš būsiu išėjęs je serai sorti) de la langue française, sauf qu’en lituanien le verbe « avoir » (turėti) ne peut en aucun cas être utilisé en tant qu’auxiliaire. De la même façon qu’en français, l’accord du participe avec le sujet en genre et en nombre est obligatoire.
|           | skaitýti = lire            | skaitýti = lire             | skaitýti = lire               | skaitýti = lire             |
|           | Présent parfait            | Plus-que-parfait            | Plus-que-parfait itératif     | Futur antérieur             |
| --------- | -------------------------- | --------------------------- | ----------------------------- | --------------------------- |
| Je        | esù skaĩtęs / skaĩčiusi    | buvaũ skaĩtęs / skaĩčiusi   | bū́davau skaĩtęs / skaĩčiusi   | bū́siu skaĩtęs / skaĩčiusi   |
| Tu        | esì skaĩtęs / skaĩčiusi    | buvaĩ skaĩtęs / skaĩčiusi   | bū́davai skaĩtęs / skaĩčiusi   | bū́si skaĩtęs / skaĩčiusi    |
| Il/Elle   | yrà skaĩtęs / skaĩčiusi    | bùvo skaĩtęs / skaĩčiusi    | bū́davo skaĩtęs / skaĩčiusi    | bùs skaĩtęs / skaĩčiusi     |
| Nous      | ẽsame skaĩtę / skaĩčiusios | bùvome skaĩtę / skaĩčiusios | bū́davome skaĩtę / skaĩčiusios | bū́sime skaĩtę / skaĩčiusios |
| Vous      | ẽsate skaĩtę / skaĩčiusios | bùvote skaĩtę / skaĩčiusios | bū́davote skaĩtę / skaĩčiusios | bū́site skaĩtę / skaĩčiusios |
| Ils/Elles | yrà skaĩtę / skaĩčiusios   | bùvo skaĩtę / skaĩčiusios   | bū́davo skaĩtę / skaĩčiusios   | bùs skaĩtę / skaĩčiusios    |

La fonction principale des temps parfaits (antérieurs) en lituanien est l’expression d’une action accomplie avant une autre action ou un autre moment et dont le résultat est, était ou sera d’actualité à un moment donné (au présent, passé ou futur) :
Iki birželio pabaigos jau esame / buvome / būdavome / būsime išėję visą mokymo kursą. – Nous avons / avions / avions toujours / aurons déjà accompli le cours de formation jusqu’à la fin du mois de juin.
Les temps parfaits sont largement utilisés dans tous les registres du lituanien moderne.
À l’exception du plus-que-parfait itératif, les temps parfaits ont chacun une fonction d’usage supplémentaire :
- Le présent parfait s’utilise en lituanien au lieu du passé de l’indicatif afin de souligner que l’action est très générale et n’est pas associée avec un moment particulier : Ar esi buvęs Paryžiuje? – As-tu [jamais] été à Paris ? La question Ar buvai Paryžiuje? – As-tu été à Paris ? est possible, mais elle implique l’intérêt de savoir si la personne a visité la ville à un moment donné selon le contexte (ce jour-là, par exemple). C’est l’usage le plus répandu du présent parfait en lituanien moderne.
- Le plus-que-parfait s’utilise en lituanien au lieu du passé de l’indicatif afin de souligner que l’action a été menée à bout dans le passé, mais son résultat n’est plus d’actualité dans le présent (donc, le contraire du présent parfait). Cet usage peut être expliqué avec les trois exemples suivants :

Passé de l’indicatif : Palikau pinigus ant stalo. – J’ai laissé / Je laissai l’argent sur la table (je ne me soucie pas si l’argent est toujours sur la table, je ne fais que constater que j’ai accompli une action dans le passé ; l’argent peut bien être sur la table ou pas).
Présent parfait : Esu palikęs pinigus ant stalo. –  J’ai laissé l’argent sur la table (je constate que l’argent laissé est (devrait être) toujours sur la table au moment où l’on parle).
Plus-que-parfait : Buvau palikęs pinigus ant stalo. –  J’avais laissé l’argent sur la table (je constate que l’argent que j’avais laissé n’est plus là).
- Le futur antérieur s’utilise parfois en lituanien au lieu du passé de l’indicatif pour exprimer l’incertitude (équivalent du mode conditionnel en français) : Būsiu palikęs pinigus ant stalo. – J’ai probablement laissé l’argent sur la table / J’aurais laissé l’argent sur la table.

###### Temps inchoatifs
Il y a trois temps inchoatifs en lituanien : passé inchoatif, passé itératif inchoatif et futur inchoatif. L’aspect temporel est exprimé en utilisant la forme temporelle et personnelle voulue du verbe auxiliaire būti « être », tandis que le verbe principal est sous forme du participe actif du présent, complété par le préverbe grammatical be-. De la même façon que pour les temps antérieurs, l’accord du participe avec le sujet en genre et en nombre est obligatoire.
|           | Passé inchoatif                 | Passé itératif inchoatif          | Futur inchoatif                 |
| --------- | ------------------------------- | --------------------------------- | ------------------------------- |
| Je        | buvaũ beskaitą̃s / beskaĩtanti   | bū́davau beskaitą̃s / beskaĩtanti   | bū́siu beskaitą̃s / beskaĩtanti   |
| Tu        | buvaĩ beskaitą̃s / beskaĩtanti   | bū́davai beskaitą̃s / beskaĩtanti   | bū́si beskaitą̃s / beskaĩtanti    |
| Il/Elle   | bùvo beskaitą̃s / beskaĩtanti    | bū́davo beskaitą̃s / beskaĩtanti    | bùs beskaitą̃s / beskaĩtanti     |
| Nous      | bùvome beskaitą̃ / beskaĩtančios | bū́davome beskaitą̃ / beskaĩtančios | bū́sime beskaitą̃ / beskaĩtančios |
| Vous      | bùvote beskaitą̃ / beskaĩtančios | bū́davote beskaitą̃ / beskaĩtančios | bū́site beskaitą̃ / beskaĩtančios |
| Ils/Elles | bùvo beskaitą̃ / beskaĩtančios   | bū́davo beskaitą̃ / beskaĩtančios   | bùs beskaitą̃ / beskaĩtančios    |

Les temps inchoatifs s’utilisent pour exprimer un événement qui a commencé et été interrompu avant un moment donné : Komanda buvo bepralaiminti, kai rezultatas buvo išlygintas keturiais sėkmingais tritaškiais iš eilės. – L’équipe était sur le point de perdre, mais elle a égalisé en réussissant quatre tirs à trois points de suite. Cet usage et le plus répandu.
Les temps inchoatifs s’utilisent également pour exprimer un événement qui a commencé et a continué jusqu’à un moment donné : Laikrodžiui išmušus dvilika, vaikai jau būdavo belaukią pietų. – [Chaque fois] lorsque l’horloge sonnait midi, les enfants attendaient déjà leur déjeuner. Cet usage est très rare de nos jours.
Aujourd’hui, les temps inchoatifs sont très rares. Parmi eux, il n’y a que le passé inchoatif qui est parfois utilisé par les locuteurs natifs.

#### Mode conditionnel
Le mode conditionnel est formé à partir de l’infinitif, en ôtant le suffixe -ti / -tis et en ajoutant les terminaisons indiquées au tableau ci-dessous. Ni la formation, ni l’accentuation de ces formes ne comportent d’exception.
|           | láukti       | láuktis       | girdė́ti       | girdė́tis       | darýti       | darýtis       | bū́ti       |
| --------- | ------------ | ------------- | ------------- | -------------- | ------------ | ------------- | ---------- |
| Je        | láukčiau     | láukčiausi    | girdė́čiau     | girdė́čiausi    | darýčiau     | darýčiausi    | bū́čiau     |
| Tu¹       | láuktum(ei)  | láuktumeisi   | girdė́tum(ei)  | girdė́tumeisi   | darýtum(ei)  | darýtumeisi   | bū́tum(ei)  |
| Il/Elle   | láuktų       | láuktųsi      | girdė́tų       | girdė́tųsi      | darýtų       | darýtųsi      | bū́tų       |
| Nous²     | láuktu(mė)me | láuktu(mė)mės | girdė́tu(mė)me | girdė́tu(mė)mės | darýtu(mė)me | darýtu(mė)mės | bū́tu(mė)me |
| Vous²     | láuktu(mė)te | láuktu(mė)tės | girdė́tu(mė)te | girdė́tu(mė)tės | darýtu(mė)te | darýtu(mė)tės | bū́tu(mė)te |
| Ils/Elles | láuktų       | láuktųsi      | girdė́tų       | girdė́tųsi      | darýtų       | darýtųsi      | bū́tų       |

¹ La forme complète avec la terminaison -tumei est rarement utilisée aujourd’hui.
² Dans le langage parlé, la forme raccourcie plus utilisée est plutôt celle avec la terminaison -tumėm / -tumėt : lauktumėm, darytumėt etc.
- Ce mode s’utilise pour exprimer une action hypothétique de la même façon de le mode conditionnel en français : Padidėjus darbo našumui, padidėtų ir įmonės pelnas – La croissance de la productivité du travail augmenterait également les bénéfices de l’entreprise. Cet usage est très répandu dans les propositions conditionnelles avec la conjonction si (jeigu, jei), mais en lituanien le mode conditionnel s’emploie dans la proposition principale aussi bien que dans la proposition subordonnée, si les deux actions sont perçues comme hypothétiques : Jeigu referendumas vyktų šiandien, jo rezultatas būtų kitoks – Si le référendum avait lieu aujourd’hui, son résultat serait différent.
- Le mode conditionnel correspond au mode subjonctif français dans les propositions du complément d’objet du but : Vaistus reikia vartoti bent vieną savaitę, kad liga neatsinaujintų. – Les médicaments doivent être utilisés pendant au moins une semaine pour que la maladie ne réapparaisse pas. Il s’utilise également de façon obligatoire dans les propositions du complément d’objet direct, mais uniquement après les verbes exprimant le désir : Norime, kad mus gerbtų. – Nous voulons qu’on nous respecte. Tous les autres usages du mode subjonctif français (après les verbes n’exprimant pas le désir ou autres formes non verbales) correspondent à l’indicatif en lituanien.
- Le mode conditionnel s’utilise aussi pour exprimer la politesse : Prašytume užpildyti šią anketą – Nous [vous] demandons de bien vouloir remplir ce formulaire (littéralement : Nous demanderions...).

Ce mode a également deux formes composées :
- Les formes antérieures sont constituées du verbe auxiliaire būti en mode conditionnel et du participe passé actif du verbe principal. Cette structure ressemble donc fortement au conditionnel passé (aš būčiau išėjęs je serais sorti) de la langue française, sauf qu’en lituanien le verbe « avoir » (turėti) ne peut en aucun cas être utilisé en tant qu’auxiliaire. De la même façon qu’en français, l’accord du participe avec le sujet en genre et en nombre est obligatoire.
- Les formes inchoatives sont constituées du verbe auxiliaire būti en mode conditionnel, tandis que le verbe principal est sous forme du participe actif du présent, complété par le préverbe grammatical be-. De la même façon que pour les formes antérieures, l’accord du participe avec le sujet en genre et en nombre est obligatoire.

|           | Formes antérieures            | Formes inchoatives                |
| --------- | ----------------------------- | --------------------------------- |
| Je        | bū́čiau skaĩtęs / skaĩčiusi    | bū́čiau beskaitą̃s / beskaĩtanti    |
| Tu        | bū́tum skaĩtęs / skaĩčiusi     | bū́tum beskaitą̃s / beskaĩtanti     |
| Il/Elle   | bū́tų skaĩtęs / skaĩčiusi      | bū́tų beskaitą̃s / beskaĩtanti      |
| Nous      | bū́tume skaĩtę / skaĩčiusios   | bū́tume beskaitą̃ / beskaĩtančios   |
| Vous      | bū́tumėte skaĩtę / skaĩčiusios | bū́tumėte beskaitą̃ / beskaĩtančios |
| Ils/Elles | bū́tų skaĩtę / skaĩčiusios     | bū́tų beskaitą̃ / beskaĩtančios     |

- Les formes antérieures du conditionnel correspondent au conditionnel passé en français. Dans les propositions subordonnées, l’usage du conditionnel antérieur est obligatoire là où le français aurait le plus-que-parfait : Jeigu būtume nors truputį paskubėję, darbą būtume atlikę jau seniai – Si nous avions travaillé ne serait-ce qu’un petit peu plus vite, nous aurions déjà fini le travail depuis longtemps. Les formes antérieures du conditionnel sont très répandues et font partie de tous les registres du lituanien moderne.
- Les formes inchoatives du conditionnel indiquent les actions qui auraient commencé dans le passé et auraient continué jusqu’à présent si certaines conditions avaient été accomplies : Jei nebūtų imtasi visų šių veiksmų, žmonės ir toliau būtų bepalieką savo kaimus – Si toutes ces mesures n’avaient pas été prises, les gens continueraient jusqu’à présent à quitter leurs villages. Les formes inchoatives sont très peu utilisées et ont un caractère de langage plutôt archaïque.

#### Mode impératif
Le mode impératif lituanien est formé de l’infinitif avec le suffixe -k- et la terminaison correspondante personnelle pour la deuxième personne du singulier ainsi que la première et la deuxième personne du pluriel.
Dans le langage moderne, la deuxième personne du singulier (pour les verbes non réflexifs) ne comporte jamais sa terminaison personnelle -i-, sauf dans le style poétique ou littéraire : láuki attends !, darýki fais !, bū́ki sois ! etc. sont toutes des formes poétiques qui ne s’utilisent jamais dans le langage courant. Pour les verbes réflexifs, le formant réflexif -s empêche le raccourcissement de la terminaison.
La formation de la troisième personne de ce mode est tellement différent qu’il est parfois dénommé « mode optatif ». Il y a trois façons tout à fait équivalentes pour exprimer la troisième personne de ce mode :
- La façon la plus courante, en utilisant l’une des particules tè, tegùl, tegù, laĩ avant la troisième personne du présent. Toutes ces quatre particules ont la même signification, leur choix est libre, mais elles peuvent attribuer une nuance stylistique à la phrase, tè étant plus rare que les autres trois. La particule a tendance à se trouver dans le début de la phrase et obligatoirement avant le verbe : Lai (te, tegul, tegu) dukra jūsų palaukia laukiamajame. – Dites à votre fille de vous attendre dans la salle d’attente (littéralement : Que la fille vous attende dans la salle d’attente).
- En utilisant le préverbe te- avec la troisième personne du présent : Dukra jūsų tepalaukia laukiamajame. – Dites à votre fille de vous attendre dans la salle d’attente. Cette façon est plus rare que la première.
- En utilisant le préverbe te- avec la troisième personne du présent et en remplaçant sa terminaison par -ie ou -ai : Dukra jūsų tepalaukie laukiamajame. – Dites à votre fille de vous attendre dans la salle d’attente. Cette façon appartient plutôt au style littéraire ou poétique et est extrêmement rare de nos jours.

|           | láukti              | láuktis                 | girdė́ti            | girdė́tis               | darýti           | darýtis              | bū́ti                      |
| --------- | ------------------- | ----------------------- | ------------------ | ---------------------- | ---------------- | -------------------- | ------------------------- |
| Je        | –                   | –                       | –                  | –                      | –                | –                    | –                         |
| Tu        | láuk(i)             | láukis                  | girdė́k(i)          | girdė́kis               | darýk(i)         | darýkis              | bū́k(i)                    |
| Il/Elle   | telaukiẽ / teláukia | tesilaukiẽ / tesiláukia | tegirdiẽ / tegir̃di | tesigirdiẽ / tesigir̃di | tedãrai / tedãro | tesidãrai / tesidãro | tebūniẽ / teesiẽ / tebū̃na |
| Nous      | láukime             | láukimės                | girdė́kime          | girdė́kimės             | darýkime         | darýkimės            | bū́kime                    |
| Vous      | láukite             | láukitės                | girdė́kite          | girdė́kitės             | darýkite         | darýkitės            | bū́kite                    |
| Ils/Elles | telaukiẽ / teláukia | tesilaukiẽ / tesiláukia | tegirdiẽ / tegir̃di | tesigirdiẽ / tesigir̃di | tedãrai / tedãro | tesidãrai / tesidãro | tebūniẽ / teesiẽ / tebū̃na |

L’usage du mode impératif lituanien correspond à celui du mode impératif français : Atmink, kad mirsi. – Memento mori / Souviens-toi que tu vas mourir.
Ce mode a également deux formes composées :
- Les formes antérieures sont constituées du verbe auxiliaire būti en mode impératif et du participe passé actif du verbe principal. Cette structure ressemble donc fortement à l’impératif passé (būk išėjęs sois sorti) de la langue française, sauf qu’en lituanien le verbe « avoir » (turėti) ne peut en aucun cas être utilisé en tant qu’auxiliaire. De la même façon qu’en français, l’accord du participe avec le sujet en genre et en nombre est obligatoire.
- Les formes inchoatives sont constituées du verbe auxiliaire būti en mode impératif, tandis que le verbe principal est sous forme du participe actif du présent, complété par le préverbe grammatical be-. De la même façon que pour les formes antérieures, l’accord du participe avec le sujet en genre et en nombre est obligatoire.

| Je        | —                            | —                                | — | — | — |
| Tu        | bū́k skaĩtęs / skaĩčiusi      | bū́k beskaitąs / beskaĩtanti      |   |   |   |
| Il/Elle   | tebūniẽ skaĩtęs / skaĩčiusi  | tebūniẽ beskaitąs / beskaĩtanti  |   |   |   |
| Nous      | bū́kime skaĩtę / skaĩčiusios  | bū́kime beskaitą̃ / beskaĩtančios  |   |   |   |
| Vous      | bū́kite skaĩtę / skaĩčiusios  | bū́kite beskaitą̃ / beskaĩtančios  |   |   |   |
| Ils/Elles | tebūniẽ skaĩtę / skaĩčiusios | tebūniẽ beskaitą̃ / beskaĩtančios |   |   |   |

- Les formes antérieures de l’impératif correspondent à l’impératif passé en français et s’utilisent pour ordonner une action dont l’accomplissement est attendu jusqu’à un moment donné : Visas paraiškas būkite pateikę iki kito mėnesio pirmos dienos – Veuillez présenter (littéralement : Ayez présenté) toutes vos demandes jusqu’au premier jour du mois suivant. Les formes antérieures font partie du langage lituanien courant.
- Les formes inchoatives de l’impératif s’utilisent pour ordonner une action dont le début est attendu avant un moment donné : Kai grįš tėvai, būk bemiegąs. – Quand tes parents seront de retour, sois endormi. Ces formes sont presque inusitées dans le langage moderne.

#### Mode relatif
Le mode relatif est composé du participe actif de la forme temporelle correspondante. Les participes actifs n’étant pas conjugables, le mode relatif ne se conjugue pas non plus, mais s’accorde en genre et en nombre avec le sujet de la phrase. Dans les anciennes grammaires, ce mode était appelé « discours participial » (dalyvių kalba).
|                          | Singulier                               | Pluriel                                   |
| ------------------------ | --------------------------------------- | ----------------------------------------- |
| Présent                  | skaitą̃s, skaĩtanti                      | skaitą̃, skaĩtančios                       |
| Prétérit                 | skaĩtęs, skaĩčiusi                      | skaĩtę, skaĩčiusios                       |
| Passé itératif           | skaitýdavęs, skaitýdavusi               | skaitýdavę, skaitýdavusios                |
| Futur                    | skaitýsiąs, skaitýsianti                | skaitýsią, skaitýsiančios                 |
| Présent antérieur        | esą̃s skaĩtęs, ẽsanti skaĩčiusi          | esą̃ skaĩtę, ẽsančios skaĩčiusios          |
| Plus-que-parfait         | bùvęs skaitęs, bùvusi skaĩčiusi         | bùvę skaitę, bùvusios skaĩčiusios         |
| Passé itératif antérieur | bū́davęs skaĩtęs, bū́davusi skaĩčiusi     | bū́davę skaĩtę, bū́davusios skaĩčiusios     |
| Futur antérieur          | bū́siąs skaĩtęs, bū́sianti skaĩčiusi      | bū́sią skaĩtę, bū́siančios skaĩčiusios      |
| Passé inchoatif          | bùvęs beskaitą̃s, bùvusi beskaĩtanti     | bùvę beskaitą̃, bùvusios beskaĩtančios     |
| Passé itératif inchoatif | bū́davęs beskaitą̃s, bū́davusi beskaĩtanti | bū́davę beskaitą̃, bū́davusios beskaĩtančios |
| Futur inchoatif          | bū́siąs beskaitą̃s, bū́sianti beskaĩtanti  | bū́sią beskaitą̃, bū́siančios beskaĩtančios  |

Le mode relatif sert principalement à décrire les événements que le locuteur n’a pas témoignés lui-même et qui, par extension, ont un niveau élevé d’incertitude : Žmonės šneka, kad jis pardavęs visą turtą ir iškeliavęs svetur laimės ieškoti. – Les gens racontent qu’il aurait vendu tout ce qu’il avait et il serait parti pour chercher son bonheur ailleurs. Il faut surtout noter que cet usage correspond souvent au mode conditionnel en français, mais ne se limite pas aux événements passés. Pourtant, en lituanien le mode relatif tend à être remplacé par d’autres moyens d’exprimer l’incertitude.
Le mode relatif est très répandu dans les comptes de fée ou des histoires mythologiques : Piktoji ragana tuomet prakeikusi visą karalystę. – Alors la méchante sorcière jeta un sort sur tout le royaume.

### Voix passive
La voix passive en lituanien est composée du verbe auxiliaire būti et du participe passif du verbe principal. Le participe s’accorde en genre et en nombre avec le sujet. Pour éviter la répétition, le tableau suivant ne présente que les formes masculines du singulier.
|                   |                | Participe passif présent¹ | Participe passif passé |
| ----------------- | -------------- | ------------------------- | ---------------------- |
| Mode indicatif    | Présent        | yrà² skaĩtomas            | yrà² skaitýtas         |
| Mode indicatif    | Prétérit       | bùvo skaĩtomas            | bùvo skaitýtas³        |
| Mode indicatif    | Passé itératif | bū́davo skaĩtomas          | bū́davo skaitýtas       |
| Mode indicatif    | Futur          | bùs skaĩtomas             | bùs skaitýtas          |
| Mode relatif      | Présent        | esą̃s skaĩtomas            | esą̃s skaitýtas         |
| Mode relatif      | Prétérit       | bùvęs skaĩtomas           | bùvęs skaitýtas³       |
| Mode relatif      | Passé itératif | bū́davęs skaĩtomas         | bū́davęs skaitýtas      |
| Mode relatif      | Futur          | bū́siąs skaĩtomas          | bū́siąs skaitýtas       |
| Mode impératif    | Mode impératif | tebūniẽ skaĩtomas         | tebūniẽ skaitýtas      |
| Mode conditionnel | Composé        | bū́tų skaĩtomas            | bū́tų skaitýtas         |
| Mode conditionnel | Surcomposé     | bū́tų bùvęs skaĩtomas      | bū́tų bùvęs skaitýtas   |

¹ Peut être remplacé par le participe passif du futur ou de nécessité.
² Peut être remplacé par n’importe quelle autre forme du verbe būti (esti / būna / būva) ou bien être librement omis.
³ Cette forme peut être remplacée par le participe passif neutre bū́ta, complété par le participe passif du verbe principal : Mes esame perskaitę šias knygas. – Nous avons lu ces livres. → Šių knygų būta mūsų perskaitytų. – Ces livres ont été lus par nous. Cette structure étant aujourd’hui très rare et ayant plutôt un caractère littéraire ou poétique, la forme passive indiquée au tableau est utilisée plus souvent : Šios knygos buvo mūsų perskaitytos.
Les propositions passives sont très répandues dans le lituanien moderne. Aujourd’hui, l’usage des propositions sans sujet ou actant étant très restreint (limité principalement aux verbes impersonnels), la voix passive s’utilise le plus souvent dans les cas où la structure active n’aurait pas de sujet, même pour les verbes intransitifs : Skubiai parduodamas dviejų aukštų namas. – Une maison avec un étage est en vente urgente. Comme le sujet n’est pas précisé, la structure active (Skubiai parduoda dviejų aukštų namą. – On vend urgemment une maison avec un étage) serait maladroite dans ce cas.
L’actant de la structure active au nominatif est utilisé au génitif possessif dans une structure passive. Cette règle a une grande importance pour la conversion des pronoms en voix passive : au lieu des formes du génitif manęs de moi, tavęs de toi, savęs de soi, ko de qui, kažko de quelqu’un etc., on utilise mano par moi, tavo par toi, savo par soi, kieno par qui, kažkieno par quelqu’un etc. dans la structure passive :
Vaikus pagimdei tu, bet užauginau aš. C’était toi qui as donné naissance aux enfants, mais c’était moi qui les ai élevés. → Vaikai buvo tavo pagimdyti, bet mano užauginti. Les enfants ont été enfantés par toi, mais élevés par moi.
L’intransitivité d’un verbe n’empêche pas son utilisation dans une structure passive. Pratiquement toutes les structures (même impersonnelles et réflexives) peuvent être converties en une structure passive en lituanien, en ayant recours au genre neutre du participe du verbe principal (les traductions des structures passives ci-après ne sont pas cohérentes en français, elles ne servent qu’à montrer la structure de la phrase passive lituanienne correspondante) :
- Exemple intransitif : Automobilis važiavo 120 km/h greičiu. La voiture allait à la vitesse de 120 km/h.→Automobilio buvo važiuojama 120 km/h greičiu. littéralement : Il était allé par la voiture à la vitesse de 120 km/h.
- Exemple impersonnel : Per Kalėdas daug prisnigo. Pendant Noël, il a beaucoup neigé. → Per Kalėdas daug prisnigta. littéralement : Pendant Noël, il a été beaucoup neigé.
- Exemple réflexif : Studentai džiaugiasi sėkmingai išlaikę visus egzaminus. Les étudiants se réjouissent d’avoir passé tous les examens avec succès. → Studentų džiaugiamasi sėkmingai išlaikius visus egzaminus. littéralement : Il s’est réjoui par les étudiants d’avoir passé tous les examens avec succès.
- Exemple du mode relatif : Jos tėvas buvęs geras žmogus. [On dit que] son père était une bonne personne. → Jos tėvo būta gero žmogaus. littéralement : [On dit qu’] il était une bonne personne par son père.

Les structures passives sont très largement utilisées dans le langage écrit (la littérature fictive et scientifique, les documents administratifs, la presse etc.). Elles sont moins courantes dans le langage parlé.

### Participes
Les participes lituaniens peuvent être déclinables ou indéclinables.
Les participes déclinables agissent tout à fait comme des adjectifs : ils ont trois genres (y compris le neutre), les formes définies et non définies et peuvent être conjugués comme tels avec presque les mêmes terminaisons. Certains d’entre eux ont même des grades de comparaison et peuvent former des adverbes.
Les participes indéclinables agissent comme des adverbes. Ils sont invariables à l’exception du pusdalyvis qui a des formes singulière et plurielle du genre masculin et féminin.

#### Participes déclinables
Les participes lituaniens déclinables peuvent être actifs ou passifs. La déclinaison des participes déclinables correspond à celle des adjectifs, y compris les formes définies et le genre neutre.

##### Participes actifs
Les nominatifs des participes actifs sont donnés dans le tableau suivant pour le verbe im̃ti prendre (forme du présent : ìma ; forme du prétérit : ė̃mė). Au cas où une forme n’est pas possible pour le verbe sans préverbe, les formes pour le verbe préfixé paim̃ti (forme du présent : pàima ; forme du prétérit : pàėmė) sont indiquées.
|                | Simple   | Simple    | Simple      | Simple   | Simple      | Simple   | Réflexif          | Réflexif    | Réflexif           | Réflexif             | Réflexif           | Réflexif        |
|                | Masculin | Masculin  | Masculin    | Féminin  | Féminin     | Neutre   | Masculin          | Masculin    | Masculin           | Féminin              | Féminin            | Neutre          |
|                | indéfini | indéfini  | défini      | indéfini | défini      | indéfini | indéfini          | indéfini    | défini             | indéfini             | défini             | indéfini        |
|                | courte   | longue    | longue      | longue   | longue      | courte   | courte            | longue      | longue             | longue               | longue             | courte          |
| -------------- | -------- | --------- | ----------- | -------- | ----------- | -------- | ----------------- | ----------- | ------------------ | -------------------- | ------------------ | --------------- |
| Présent        | imą̃s     | ìmantis   | imantỹsis   | ìmanti   | imančióji   | imą̃      | besiimą̃s / imą̃sis | besìimantis | besiimantỹsis      | besìimanti / ìmantis | besiimančióji      | besiimą̃ / imą̃si |
| Passé          | ė̃męs     | –         | ė̃musysis    | ė̃musi1   | ė̃musioji    | ė̃mę      | ė̃męsis            | –           | [pa]siė̃musysis1    | ė̃musis               | [pa]siė̃musioji1    | ė̃męsi           |
| Passé itératif | im̃davęs  | –         | –           | im̃davusi | –           | im̃davę   | im̃davęsis         | –           | –                  | im̃davusis            | –                  | im̃davęsi        |
| Futur          | im̃siąs   | im̃siantis | im̃siantysis | im̃sianti | im̃siančioji | im̃sią    | im̃siąsis          | –           | [pa]siim̃siantysis1 | im̃siantis            | [pa]siim̃siančioji1 | im̃siąsi         |

1 : ces formes n’existent que pour les verbes préfixés (le verbe pasiimti dans le tableau précédent).
Tous les participes actifs sont dérivés des formes de l’indicatif de leurs verbes respectifs :
- Le participe actif du présent est dérivé de la 3e personne du présent de l’indicatif, en ajoutant le suffixe -ant- ou -ą(s) à la racine avec la terminaison correspondante pour les verbes de la 1re et la 3e conjugaison (les verbes dont la 3e personne se termine par -a ou -o). Pour les verbes de la 2e conjugaison (dont la 3e personne se termine par -i), les suffixes correspondants sont -int- ou -į(s) : mylė́ti aimer → mýli il aime → mýlintis / mýlįs.

L’accentuation de la forme courte masculine singulière et neutre de ce participe est assez complexe. Dans la plupart des cas, l’accent de ce participe devrait correspondre à celui de sa forme d’origine, la 3e personne du présent de l’indicatif, surtout si elle contient l’intonation descendante (mylė́ti → mýli → mýlintis / mýlįs, skélbti « annoncer » skélbia → skélbiantis / skélbiąs / skélbiantysis). Dans les cas où le verbe exige la transposition de l’accent au préverbe (le cas de imti « prendre », nešti « porter » dont toutes les formes préfixées sont accentuées sur le préverbe au présent de l’indicatif : nèima, pàima, sùima / nèneša, pàneša, sùneša etc.), même à l’absence du préverbe la forme courte de ce verbe porte l’accent sur sa terminaison ąs/įs, ainsi que sur les terminaisons des formes définies : imą̃s / imantỹsis, nešą̃s / nešantỹsis etc. Néanmoins la grammaire contemporaine du lituanien reconnaît que dans le langage actuel, ce système tend à disparaître en faveur de l’accent fixe sur la terminaison ąs/įs de toutes les formes courtes : mylį̃s, skelbią̃s.
Il n’y a qu’au présent que les participes réflexifs non préfixés peuvent avoir la conjugaison complète. Pour ce faire, il suffit de leur ajouter le préverbe grammatical be-, de cette façon la particule réflexive -is devient -si- et se déplace entre le préverbe et la racine : ìmantis + be- = besìimantis. La forme réflexive non préfixée existe, mais elle est d’usage très limité.
Le participe présent de verbe būti être est soit ẽsantis / esą̃s, soit bū̃nantis / būną̃s. Leurs différences sont décrites au chapitre du présent de l’indicatif.
- Le participe actif du passé est dérivé de la 3e personne du prétérit de l’indicatif, en ajoutant le suffixe -us- ou -ę(s) à la racine avec la terminaison correspondante. La seule exception constituent les verbes dont l’infinitif contient le suffixe -yti (sakýti dire, ródyti montrer, skaitýti lire, darýti faire etc.) : le suffixe du participe passé de toutes leurs formes longues contient la marque de palatalisation -i- : sãkiusi, dariusi. Dans ce cas, si la consonne finale de la racine du verbe est un -d ou un -t, elle change en -dž ou -č respectivement : ródžiusi, skaĩčiusi.
- Le participe actif du passé itératif est dérivé de la 3e personne du passé itératif de l’indicatif, en ajoutant le suffixe -us- ou -ę(s) à la racine avec la terminaison correspondante. Ce participe, ne pouvant remplir que la fonction circonstancielle, ne se décline pas dans la pratique et n’a pas de formes longues, mais il a la forme du genre neutre et celle du pluriel (im̃davę masculin, im̃davusios féminin).
- Le participe actif du futur est dérivé de la 1re personne du futur de l’indicatif (la racine de la 3e personne n’est pas utilisée pour ce participe), en ajoutant le suffixe -iant- ou -ią(s) à la racine avec la terminaison correspondante pour toutes les conjugaisons.

Les formes courtes ne sont caractéristiques qu’aux participes masculins et neutres et n’apparaissent qu’au nominatif. Elles remplacent les formes longues dans la position prédicative, tandis que les formes longues masculines sont plutôt utilisées dans la position attributive. Les formes courtes n’existent pas pour les participes féminins, leurs formes longues sont donc utilisées dans toutes les positions.
Tous les participes actifs sont déclinés de la même façon que l’adjectif didis, didi, sauf le nominatif pluriel des participes masculins indéfinis : leur terminaison au présent et au futur est -ys (ìmantys / im̃siantys), tandis que leur terminaison au passé et au passé itératif est -ę (ė̃mę / im̃davę). La base de déclinaison de toutes les autres formes de ces participes, y compris les formes masculines, est la forme féminine respective : ìmanti / ė̃musi / im̃sianti. Les participes neutres ne se déclinent pas. À l’exception des formes du nominatif qui sont données dans le tableau précédent, les autres cas ont l’accent sur le thème et appartiennent au 1er groupe d’accentuation (accent invariable).
Le tableau suivant représente la conjugaison du participe actif du verbe imti au présent. Les autres formes temporelles se déclinent de la même façon et appartiennent au même groupe d’accentuation, sauf les nominatifs masculins singuliers qui prennent les terminaisons particulières décrites ci-dessus.
|              | imantis (1) = prenant | imantis (1) = prenant | imantis (1) = prenant | imantis (1) = prenant | imantis (1) = prenant | imantis (1) = prenant | imantis (1) = prenant | imantis (1) = prenant |
|              | masculin              | masculin              | masculin              | masculin              | feminin               | feminin               | feminin               | feminin               |
|              | singulier             | singulier             | pluriel               | pluriel               | singulier             | singulier             | pluriel               | pluriel               |
|              | indéfini              | défini                | indéfini              | défini                | indéfini              | défini                | indéfini              | défini                |
| ------------ | --------------------- | --------------------- | --------------------- | --------------------- | --------------------- | --------------------- | --------------------- | --------------------- |
| Nominatif    | ìmantist/imą̃s         | ìmantysis             | ìmantyst/imą̃          | ìmantiejit            | ìmantit               | ìmančioji             | ìmančios              | ìmančiosios           |
| Génitif      | ìmančio               | ìmančiojo             | ìmančių               | ìmančiųjų             | ìmančios              | ìmančiosios           | ìmančių               | ìmančiųjų             |
| Datif        | ìmančiam              | ìmančiajam            | ìmantiemst            | ìmantiesiemst         | ìmančiai              | ìmančiajai            | ìmančioms             | ìmančiosioms          |
| Accusatif    | ìmantįt               | ìmantįjįt             | ìmančius              | ìmančiuosius          | ìmančią               | ìmančiąją             | ìmančias              | ìmančiąsias           |
| Instrumental | ìmančiu               | ìmančiuoju            | ìmančiais             | ìmančiaisiais         | ìmančia               | ìmančiąja             | ìmančiomis            | ìmančiosiomis         |
| Locatif      | ìmančiame             | ìmančiajame           | ìmančiuose            | ìmančiuosiuose        | ìmančioje             | ìmančiojoje           | ìmančiose             | ìmančiosiose          |

La marque t indique les formes des participes du présent et ceux du futur qui ne changent pas la consonne finale de leur racine en -č. Les participes du passé obtiennent le suffixe -us- et ne changent pas leur consonne finale (ė̃musio, ė̃musiam, ė̃musį etc.).

##### Participes passifs
Les nominatifs des participes passifs sont donnés dans le tableau suivant pour le verbe im̃ti prendre. Au cas où une forme n’est pas possible pour le verbe sans préverbe, les formes pour le verbe préfixé paim̃ti sont indiquées.
|                | Simple   | Simple    | Simple   | Simple   | Simple   | Réflexif       | Réflexif         | Réflexif      | Réflexif        | Réflexif |
|                | Masculin | Masculin  | Féminin  | Féminin  | Neutre   | Masculin       | Masculin         | Féminin       | Féminin         | Neutre   |
|                | indéfini | défini    | indéfini | défini   | indéfini | indéfini       | défini           | indéfini      | défini          | indéfini |
| -------------- | -------- | --------- | -------- | -------- | -------- | -------------- | ---------------- | ------------- | --------------- | -------- |
| Présent        | ìmamas   | imamàsis  | imamà    | imamóji  | ìmama    | [pa]sìimamas1  | [pa]siimamàsis1  | [pa]siimamà1  | [pa]siimamóji1  | ìmamasi  |
| Passé          | im̃tas    | imtàsis   | imtà     | imtóji   | im̃ta     | [pa]sìimtas1   | [pa]siimtàsis1   | [pa]siimtà1   | [pa]siimtóji1   | im̃tasi   |
| Passé itératif | —        | —         | —        | —        | —        | —              | —                | —             | —               | —        |
| Futur          | im̃simas  | imsimàsis | imsimà   | imsimóji | im̃sima   | [pa]siim̃simas1 | [pa]siimsimàsis1 | [pa]siimsimà1 | [pa]siimsimóji1 | im̃simasi |
| Nécessité      | im̃tinas  | imtinàsis | imtinà   | iminóji  | im̃tina   | [pa]siim̃tinas1 | [pa]siimtinàsis1 | [pa]siimtinà1 | [pa]siimtinóji1 | im̃tinasi |

1 : ces formes n’existent que pour les verbes préfixés (le verbe pasiimti dans le tableau précédent).
- Le participe passif du présent est formé à partir de la 3e personne du présent de l’indicatif, en ajoutant les formants indiqués au tableau. Les formes réflexives n’existent pas pour ces participes si le verbe n’est pas préfixé.

L’accent de ces participes est invariable (1er groupe d’accentuation) s’il s’agit d’un verbe de la 3e conjugaison (skaĩto il lit → skaĩtomas, mãto il voit → mãtomas etc.) ou la forme de la 3e personne du présent de l’indicatif contient un suffixe (kartója il répète → kartójamas, kartójama). Dans tous les autres cas les participes passifs du présent appartiennent au 3e groupe d’accentuation, variante b, si l’accent de la 3e personne du présent est constitué d’une voyelle courte (ìma il prend → ìmamas, imamà) ou de l’intonation montante (tãria il prononce → tãriamas, tariamà) ; dans le cas de l’intonation descendante, le participe appartient au 3e groupe d’accentuation, variante a (láukia il attend → láukiamas). Si le verbe au présent de l’indicatif a tendance à rétracter son accent au préverbe (le cas de pa(si)im̃ti, exemple au tableau), son participe passif appartiendra au 3e groupe d’accentuation, variante 4b.
- Les participes passifs du passé, du futur et de la nécessité sont tous formés à partir de l’infinitif, en ajoutant les formants indiqués au tableau.

Ses participes ont un accent invariable (1er groupe d’accentuation) s’ils sont dérivés d’un verbe suffixé à l’infinitif (skaitýti lire → skaitýtas, skaitýtinas, skaitýsimas).
Dans les autres cas les participes passifs du passé sans préverbe appartiennent au 3e groupe d’accentuation si leur accent sur la pénultième contient l’intonation descendante (láukti attendre → láuktas, lauktà), mais ils appartiennent au 4e si l’intonation est montante (im̃ti prendre → im̃tas, imtà) ou l’accent est constitué d’une voyelle courte (mùšti battre → mùštas, muštà).
Dans le cas des verbe préfixés, l’accent est rétracté au préverbe si l’infinitif contient une voyelle courte (užmùšti tuer → ùžmuštas, užmuštà) ou est constitué de l’intonation montante (ištar̃ti prononcer → ìštartas, ištartà). Les participes passifs du passé dérivés de ces verbes appartiendront au 3e groupe d’accentuation, variante b.
L’accent des participes du futur et de la nécessité des verbes non suffixés agit de la même manière. Ils appartiennent au 3e groupe d’accentuation, variante b, si l’accent de l’infinitif est constitué d’une voyelle courte (mùšti battre → mùštinas, muštinà ; mùšimas, mušimà) ou de l’intonation montante (tar̃ti prononcer → tar̃tinas, tartinà ; tar̃simas, tarsimà) ; dans le cas de l’intonation descendante, le participe appartient au 3e groupe d’accentuation, variante a (láukti attendre → láuktinas, lauktinà ; láuksimas, lauksimà).
- L’accentuation des formes définies change en fonction de la suffixation du verbe. Si le participe passif est dérivé d’une forme suffixée ou d’un verbe de la 3e conjugaison, il maintiendra l’accent de cette forme et appartiendra au 1er groupe d’accentuation (rašýti écrire → rãšomas / rašýtas / rašýsimas / rašýtinas →  rãšomasis / rašýtasis / rašýsimasis / rašýtinasis). Dans tous les autres cas, il appartiendra au 4e groupe d’accentuation (im̃ti prendre → ìmamas / im̃tas / im̃simas / im̃tinas →  imamàsis / imtàsis / imsimàsis / imtinàsis).
- La déclinaison de tous les participes passifs correspond à celle de l’adjectif geras, gera :

|              | imamas (3b) / imamasis (4) = pris | imamas (3b) / imamasis (4) = pris | imamas (3b) / imamasis (4) = pris | imamas (3b) / imamasis (4) = pris | imamas (3b) / imamasis (4) = pris | imamas (3b) / imamasis (4) = pris | imamas (3b) / imamasis (4) = pris | imamas (3b) / imamasis (4) = pris |
|              | masculin                          | masculin                          | masculin                          | masculin                          | feminin                           | feminin                           | feminin                           | feminin                           |
|              | singulier                         | singulier                         | pluriel                           | pluriel                           | singulier                         | singulier                         | pluriel                           | pluriel                           |
|              | indéfini                          | défini                            | indéfini                          | défini                            | indéfini                          | défini                            | indéfini                          | défini                            |
| ------------ | --------------------------------- | --------------------------------- | --------------------------------- | --------------------------------- | --------------------------------- | --------------------------------- | --------------------------------- | --------------------------------- |
| Nominatif    | ìmamas                            | imamàsis                          | imamì                             | imamíeji                          | imamà                             | imamóji                           | ìmamos                            | ìmamosios                         |
| Génitif      | ìmamo                             | ìmamojo                           | imamų̃                             | imamų̃jų                           | imamõs                            | imamõsios                         | imamų̃                             | imamų̃jų                           |
| Datif        | imamám                            | imamájam                          | imamíems                          | imamíesiems                       | ìmamai                            | ìmamajai                          | imamóms                           | imamósioms                        |
| Accusatif    | ìmamą                             | ìmamąjį                           | ìmamus                            | imamúosius                        | ìmamą                             | ìmamąją                           | ìmamas                            | imamą́sias                         |
| Instrumental | ìmamu                             | imamúoju                          | imamaĩs                           | imamaĩsiais                       | ìmama                             | imamą́ja                           | imamomìs                          | imamõsiomis                       |
| Locatif      | imamamè                           | imamãjame                         | imamuosè                          | imamuõsiuose                      | imamojè                           | imamõjoje                         | imamosè                           | imamõsiose                        |

#### Participes indéclinables
|            |                | Simple                  | Réflexif                    |
| ---------- | -------------- | ----------------------- | --------------------------- |
| Padalyvis  | Présent        | ìmant                   | ìmantis / besìimant         |
| Padalyvis  | Passé          | ė̃mus                    | ė̃musis                      |
| Padalyvis  | Passé itératif | im̃davus                 | im̃davusis                   |
| Padalyvis  | Futur          | im̃siant                 | im̃siantis                   |
| Pusdalyvis | Singulier      | im̃damas (M), imdamà (F) | im̃damasis (M), im̃damasi (F) |
| Pusdalyvis | Pluriel        | imdamì (M), im̃damos (F) | im̃damiesi (M), im̃damosi (F) |
| Būdinys    | Type 1         | imtè                    | –                           |
| Būdinys    | Type 2         | imtinaĩ                 | –                           |

- Toutes les formes du padalyvis (littéralement : sous-participe) correspondent exactement à celles des formes féminines des participes actifs au nominatif, décrits au chapitre précédent, mais sans terminaison -i du nominatif. Les formes réflexives sont faites en ajoutant le formant -is à la fin de la forme non réflexive.
- Les formes du pusdalyvis (littéralement : semi-participe) sont dérivées de l’infinitif, en ajoutant le formant -dam- à la fin de son thème et la terminaison correspondant à son genre et nombre. Si le pusdalyvis est dérivé d’un verbe non suffixé, l’accent de la forme singulière du genre féminin (imdamà) et la forme plurielle du genre masculin (imdamì) sera transféré sur la terminaison. Dans le cas contraire, l’accent restera sur le suffixe (skaitýdama, skaitýdami).
- Le deux formes du būdinys (accentuateur verbal) sont dérivées de l’infinitif, en éliminant tout formant préfixé et en ajoutant soit le suffixe -te, soit le suffixe -tinai au thème du verbe. Le būdinys d’un verbe préfixé ou réflexif correspond à celui d’un verbe non préfixé et non réflexif : pasiìmti prendre → imtè / imtinaĩ ; išbėgti sortir en courant → bėgtè / bėgtinaĩ ; matýtis se voir → matýte / matýtinai. Si le būdinys est dérivé d’un verbe non suffixé, son accent sera transféré sur le suffixe (imtè, imtinaĩ). Dans le cas contraire, l’accent restera sur le thème (skaitýte, skaitýtinai etc.).

#### Fonctions des participes
Les participes lituaniens ont plusieurs fonctions :

##### Fonction adjectivale
Cette fonction n’est réservée qu’à tous les participes déclinables qui sont utilisés comme des adjectifs. S’ils sont utilisés sans aucun complément, ils ne peuvent que précéder le substantif.
Les participes actifs caractérisent le substantif en tant qu’actant (mylintis žmogus – une personne aimante), tandis que les participes passifs décrivent le substantif en tant qu’objet (mylimas žmogus – une personne aimée [par quelqu’un]) :
Participes actifs :
- présent :  mylintis žmogus – une personne qui aime
- passé :  mylėjęs žmogus – une personne qui aimait / qui a aimé
- passé itératif : mylėdavęs žmogus – une personne qui aimait [toujours]
- futur : mylėsiantis žmogus – une personne qui aimera

Participes passifs :
- présent : mylimas žmogus – une personne qui est aimée
- passé : mylėtas žmogus – une personne qui était aimée
- futur : mylėsimas žmogus – une personne qui sera aimée
- nécessité : mylėtinas žmogus – une personne qu’il faut aimer

Aujourd’hui, le participe actif du passé itératif et le participe passif futur sont très rarement utilisés.
Tous les participes sont des verbes et ils peuvent avoir toutes sortes de compléments : Savo šalį labai mylėjęs žmogus – Une personne qui aimait beaucoup son pays. Dans ce cas, la structure entière peut se trouver avant ou après le substantif : Žmogus, labai mylėjęs savo šalį – idem.
Le participe passif du présent est un cas particulier. Dans certains contextes, il est utilisé avec une signification active et sert souvent à créer des termes scientifiques ou techniques (des expressions ayant une signification figée) : taupomasis bankas – une banque d’épargne, skalbiamieji milteliai – la lessive, valgomasis kambarys – une salle à manger etc. Il est à noter que cet usage exige systématiquement la forme définie dudit participe.

##### Fonction de l’action principale
Dans la position prédicative (avec l’aide du verbe auxiliaire būti être), les participes déclinables entrent dans de nombreuses formes temporelles composées qui sont décrites dans les chapitres précédents de cet article : Šis žmogus yra mylimas – Cette personne est aimée (voix passive avec le participe présent) ; Šis žmogus buvo mylėjęs – Cette personne avait aimé [quelqu’un] (plus-que-parfait).
Utilisés sans verbe auxiliaire būti être, les participes déclinables actifs forment le mode relatif (voir le chapitre correspondant).

##### Fonction de l’action subordonnée
La fonction de l’action subordonnée, étant l’un des usages principaux des participes en lituanien, n’est réservée qu’aux participes indéclinables (pusdalyvis, padalyvis présent et padalyvis passé), au participe actif passé et, plus rarement, aux participes passifs présent et passé.
Le participe pertinent est déterminé en fonction de l’actant de l’action subordonnée (l’action subordonnée est-elle effectuée par le même actant que l’action principale ou par un actant différent ?) et de la relation temporelle de l’action subordonnée avec l’action principale (l’action subordonnée se déroule-t-elle avant, pendant ou après l’action principale ?).
Si l’actant de l’action subordonnée est le même que celui de l’action principale exprimée à l’aide d’un sujet déclinable au nominatif, l’action subordonnée doit obligatoirement être accordée en genre et en nombre avec ledit sujet déclinable et exprimée à l’aide du :
- pusdalyvis si l’action subordonnée est simultanée à l’action principale : Berniukas susižeidė žaisdamas kieme su draugais – Le garçon s’est blessé en jouant dans la cour avec ses amis. Au cas où l’actant est celui qui subit le résultat de l’action (au lieu de le produire lui-même), c’est le participe passif présent qui sera utilisé : Švelniai glostomas, katinas tyliai murkė – Tout en étant gentiment caressé, le chat ronronnait silencieusement.
- participe actif passé si l’action subordonnée est antérieure à l’action principale : Berniukas susižeidė [pa]žaidęs kieme su draugais – Le garçon s’est blessé après avoir joué dans la cour avec ses amis. Au cas où l’actant est celui qui a subi le résultat de l’action (au lieu de le produire lui-même), c’est le participe passif passé qui sera utilisé : Švelniai [pa]glostytas, katinas atsigulė ir užmigo – Après avoir été gentiment caressé, le chat s’est couché et s’est endormi.
- préposition prieš (avant) et le pusdalyvis si l’action subordonnée se déroule après l’action principale : Berniukas susižeidė prieš žaisdamas kieme su draugais – Le garçon s’est blessé avant de jouer dans la cour avec ses amis (l’infinitif ne peut pas être utilisé dans ces cas en lituanien).

L’actant de l’action principale exprimé à l’aide d’un sujet déclinable au nominatif inclut aussi bien les cas où le sujet de la phrase est un pronom personnel omis : Prieš eidama(s) per gatvę atidžiai apsidairyk! – Regarde bien des deux côtés avant de traverser la route ! (le verbe apsidairyk – « regarde des deux côtés » est la deuxième personne singulière de l’impératif, donc le pronom « tu » peut être librement omis).
Il est à noter que la forme verbale (le temps, le mode, la voix) de l’action principale n’a aucune incidence sur le choix du participe de l’action subordonnée.
Dans tous les autres cas (si l’actant de l’action subordonnée est autre que celui de l’action principale ou bien si l’actant de l’action subordonnée n’est pas exprimé à l’aide d’un sujet déclinable au nominatif), l’action subordonnée est exprimée à l’aide du :
- padalyvis présent si l’action subordonnée est simultanée à l’action principale : Berniukas susižeidė žaidžiant kieme su draugais – Le garçon s’est blessé quand quelqu’un jouait dans la cour avec les amis.
- padalyvis passé si l’action subordonnée est antérieure à l’action principale : Berniukas susižeidė [pa]žaidus kieme su draugais – Le garçon s’est blessé après que quelqu’un a fini de jouer dans la cour avec les amis.
- préposition prieš (avant) et le padalyvis présent si l’action subordonnée se déroule après l’action principale : Berniukas susižeidė prieš žaidžiant kieme su draugais – Le garçon s’est blessé avant que quelqu’un n’ait commencé à jouer dans la cour avec les amis.

Il est à noter que la forme verbale (le temps, le mode, la voix) de l’action principale n’a aucune incidence sur le choix du padalyvis de l’action subordonnée.
Si, dans le cas du padalyvis, il faut préciser l’actant, celui-ci doit être au datif : Berniukas susižeidė jo broliams žaidžiant kieme su draugais – Le garçon s’est blessé quand ses frères jouaient dans la cour avec leurs amis (littéralement : Le garçon s’est blessé, à ses frères jouant dans la cour avec les amis).

##### Fonction du complément d’objet
Tous les participes actifs et toutes les formes temporelles du padalyvis peuvent accomplir la fonction du complément d’objet de certains verbes.
Si l’action subordonnée exprimée en tant que complément d’objet est accomplie par le même actant que celui du sujet de la phrase, l’action subordonnée est exprimée en utilisant un des participes actifs déclinables. Dans ce cas, le participe doit obligatoirement être accordé en genre et en nombre avec le sujet de la phrase :
- Participe actif présent si l’action subordonnée est simultanée à l’action principale : Ji sako esanti pasiruošusi – Elle dit être prête.
- Participe actif passé si l’action subordonnée est antérieure à l’action principale : Liaukis verkusi! – Arrête-toi de pleurer ! (féminin)
- Participe actif passé itératif si l’action subordonnée est antérieure à l’action principale et est survenue régulièrement dans le passé : Prisimenu šiame ežere maudydavęsis – Je me souviens m’être [souvent] baigné dans ce lac.
- Participe actif futur si l’action subordonnée est postérieure à l’action principale : Jie teigia spėsiantys užbaigti šį projektą iki pavasario – Ils affirment avoir du temps pour terminer le projet jusqu’au printemps.

Si l’action subordonnée exprimée en tant que complément d’objet est accomplie par un autre actant que celui du sujet de la phrase, l’action subordonnée est exprimée en utilisant une des formes temporelles du padalyvis. Dans ce cas, s’il faut préciser l’actant de l’action subordonnée, il est exprimé à l’accusatif :
- padalyvis présent si l’action subordonnée est simultanée à l’action principale : Girdžiu vaikus dainuojant – J’entends des enfants chanter.
- Padalyvis passé si l’action subordonnée est antérieure à l’action principale : Teismas būtų pripažinęs kaltinamąjį padarius šį nusikaltimą, tačiau pritrūko įrodymų – Le tribunal aurait reconnu l’accusé ayant commis ce crime, mais le preuves n’étaient pas suffisantes.
- Padalyvis passé itératif si l’action subordonnée est antérieure à l’action principale et est survenue régulièrement dans le passé : Prisimenu mus šiame ežere maudydavusis – Je me souviens quand nous nous baignions dans ce lac.
- Padalyvis futur si l’action subordonnée est postérieure à l’action principale : Numanau brolį ryžtingą sprendimą priimsiant – Je prévois mon frère adopter une décision courageuse.

##### Fonction de l’amplification
L’accentuateur verbal (būdinys) sert à amplifier la signification du verbe principal : Per kalėdinį išpardavimą žmones veržte veržiasi į parduotuves, pirkte perka visokius daiktus, leiste leidžia pinigus – Pendant les soldes de Noël, les gens affluent avec ardeur dans les magasins, achètent toutes sortes de choses en grandes quantités et dépensent leur argent sans modération. À chaque reprise, la traduction de l’accentuateur verbal est contextuelle.

### Préverbes
Les préverbes sont ajoutés au verbe de manière à créer de nouveaux verbes ayant un sens proche (comparer aux verbes français prendre, méprendre, apprendre, surprendre etc). La plupart des préfixes ont un sens restrictif qui donne au sens du verbe original soit une direction, soit un sens particulier, soit une limite dans le temps. Le préverbe donne très souvent un sens aspectuel perfectif (ou accompli) à l'action décrite par le verbe (très comparable aux formes perfectives et imperfectives des langues slaves ou du grec).
- ap- autour (direction, perfectif)
- api- variante de ap- devant b ou p
- at- de, de quelque part (direction, lieu, perfectif)
- ati- variante de at- avant d ou t
- į- dans (direction, perfectif), être capable de (imperfectif)
- iš- hors (direction, parfois perfectif)
- nu- éloignement (direction), depuis un point de départ (action avec direction, perfectif)
- pa- un peu, légèrement, quelque temps (temps ou montant, imperfectif), jusqu'à la fin (pour des actions uniques, cf su-, temps ou montant, perfectif), sous (direction, perfectif)
- per- à travers (lieu, perfectif), entièrement (perfectif)
- pra- par (direction, perfectif), commençant (temps, perfectif rare)
- pri- haut, vers (direction ou lieu, perfectif), vers le lieu (de l'action) (lieu, perfectif), beaucoup (montant, parfois perfectif)
- su- de partout (direction), ensemble (lieu, perfectif), jusqu'à la fin (temps, perfectif), entièrement (action longue ou complexe, perfectif)
- už- derrière (direction, perfectif), dans (Pour un temps limité, cf į-) (direction en temps, perfectif), soudain, inattendu (temps, perfectif)
- už- sur, en dessus (direction ou lieu), entièrement (action courte, cf. su-, perfectif)
- ne- et be- sont aussi des préfixes de verbe mais ils créent différentes formes pour le verbe plutôt qu'un nouveau verbe. ne- crée une forme négative du verbe, mais be- précise que l'action du verbe peut être interrompue. ne- et be- peuvent être utilisés devant tous les préfixes. ne- peut aussi préfixer be- créant ainsi le préfixe nebe-. be- est utilisé le plus souvent en les participes, les semi-participes ou les sous-participes (voir plus bas) pour marquer que l'action principale dans la phrase n'est pas synchrone avec l'action du participe.
- À l'exception de nebe- il n'y a jamais plus d'un préfixe dans un verbe
- L'indicateur de la réflexivité d'un verbe -si est placé entre le préfixe et la racine ; p. ex. :

```
nešasi
 (porter) - 
nusineša
, 
atsineša
  

laikytis
 - 
susilaikyti
, 
pasilaikyti
 

teirautis
 - 
pasiteirauti
```

- La même règle s'applique pour ne-, be-, ou nebe-:

```
nešasi
 - 
nesineša
, 
nebesineša
, 
nenusineša
, 
neatsineša
 

laikytis
 - 
nesilaikyti
, also 
nesusilaikyti
, 
nepasilaikyti
 

teirautis
 - 
nesiteirauti
, also 
nepasiteirauti
```

## Syntaxe

### Ordre des mots
Le lituanien est une Langue SVO (Sujet-Verbe-Objet). Les mots se suivent dans l'ordre :
```
    Sujet + Verbe + Objet (direct ou indirect) + Adverbe + Infinitif + autres parties.
```

Cependant à l'instar du latin, le lituanien est une langue où les déclinaisons sont très importantes, ce qui autorise une grande liberté sur l'ordre des mots. Ainsi la phrase « Aujourd'hui j'ai vu une fille magnifique au cinéma » peut s'écrire :
Aš mačiau gražią mergaitę kine šiandien.

Šiandien aš mačiau gražią mergaitę kine.

Šiandien kine aš mačiau gražią mergaitę.

Gražią mergaitę mačiau aš kine šiandien.

Gražią mergaitę aš šiandien mačiau kine.

Kine šiandien aš mačiau gražią mergaitę.

Kine gražią mergaitę šiandien aš mačiau.

### Prépositions
Les prépositions nous indiquent où se trouvent ou quelle direction suivent des choses ou des personnes. Le génitif, l'accusatif et l'instrumental s'utilisent avec des prépositions, le nominatif et le locatif jamais. Certaines prépositions ne s'utilisent qu'avec un seul cas grammatical. Pour d'autres (exemple po) le cas varie en fonction du sens.
Ci-dessous on trouvera la liste des principales prépositions utilisées en lituanien.

#### Prépositions suivies du génitif
- ant - sur
- be - sans
- dėl - concernant
- iki - jusque
- iš - de, depuis
- nuo - depuis
- po - après
- prie - près, à
- už - derrière

#### Prépositions suivies de l'instrumental
- po - sous
- su - avec
- sulig - jusque
- ties - devant, au-dessus de

#### Prépositions suivies de l'accusatif
- apie - à propos de
- į - dans, à, vers (mouvement)
- pas - chez
- po - après
- prieš - devant, contre
- už - derrière

### Conjonctions
- ir - et
- bet - mais
- ar - est-ce-que. Au début d'une phrase interrogative, mais peut aussi signifier "ou"
- jei - si
- kad - que
- kol - jusqu'à
- arba - ou/mais
- nes - parce que
- tačiau - cependant

### Outils interrogatifs

#### Interrogation globale
Marqué par le mot ar: "Ar tu esi prancūzas?" ("Est-ce-que tu es Français ?")